# じょうてつ
株式会社じょうてつ（英: JOTETSU CORPORATION）は、北海道札幌市白石区東札幌に本社を置き、バス事業や不動産事業、リテール事業等を行う企業。
旧社名は定山渓鉄道株式会社（じょうざんけいてつどう）で、かつて定山渓鉄道線を運営していたが1969年（昭和44年）11月1日に廃止されている。
1957年（昭和32年）に東京急行電鉄（現在の東急）の傘下となり、以降は北海道における東急グループの中核企業である。じょうてつ自体も北紋バス、あつまバス、宗谷バス等の株式を保有していたが、東急によるグループ再編の一環で整理が行われた。

## 歴史

### 誕生
1909年（明治42年）に札幌石材馬車鉄道が作られ、札幌駅前から石山に至る馬車鉄道が敷設された。定山渓へもこれに乗り、終点の石山で下車したあとは歩くしか方法がなかった。
やがて、札幌の発展と共に石切山の石材、御料林の木材、豊羽鉱山の硫化鉄鉱石、豊平川水系の水力発電所建設用資材の輸送、定山渓温泉への行楽客の輸送を目的として、1913年（大正2年）2月12日松田学を中心に札幌区在住の経財界人24名により、免許申請、7月16日に免許状が下付された。1915年（大正4年）12月20日資本金30万円をもって客貨輸送と鉄道ホテルの経営を目的とし定山渓鐡道株式会社が創立され、初代社長に松田学が就任した。
当初は、国鉄苗穂駅から石山付近で豊平川を渡り、定山渓に至る計画であったが、1913年（大正2年）8月の大出水により線路を敷設することができなくなり、さらに多額の建設費用が必要となるため、国鉄との接続点を白石駅に変更する願書を会社設立後間もない1915年（大正4年）12月27日に提出し、翌1916年（大正5年）4月13日に改めて認可を受けた。変更した線路は、月寒坂では地主との折衝が難航。平岸では通過地点の反対で手直しし、真駒内では、北海道庁立真駒内種畜場構内を横断することは、好ましくないと反対され、山側に迂回することになった。
結局線路は、国鉄白石駅から札幌方向に進み、豊平停車場、真駒内種畜場の東側をとおり真駒内川を渡り、小隧道を過ぎて下り、石山停車場の手前で馬車鉄道と平面交差し、簾舞停車場を経て、豊平川右岸を定山渓に至る延長29.9kmとなった。
1917年（大正6年）4月6日に施行認可を受け、計画より四年経過した1917年（大正6年）4月6日より建設工事がはじめられたが、定山渓沿線は藤の沢あたりまでは開けていたが、その前途には繁り放題の樹木、根をはりつめた熊笹が無限に広がっていた。さらに、会社の財政事情によりレールや車輌類のほとんどを国鉄から中古品を払い下げてもらい、どうにか完成し1918年（大正7年）10月17日に白石から定山渓までの鉄道営業を開始する運びとなった。
当時の資金難はかなり深刻であり、開業直前の1918年（大正7年）1月30日には金子元三郎（貴族院議員）が社長に就任し、松田学は専務となった。 
1920年（大正9年）4月1日に真駒内停車場、1924年（大正13年）1月1日に滝の沢停車場、1926年（大正15年）8月15日に一の沢停留場が続いて開業し、1926年（大正15年）8月21日に北海道鉄道の沼の端から苗穂までの開業にともない、東札幌停車場を開業し共同で使用した。その後、1928年（昭和3年）6月7日に錦橋停車場が開業した。
1924年（大正13年）、北海道三景に定山渓が選ばれ、輸送力の強化が必要となり、全線電化の計画を具体化させていった。
1928年（昭和3年）10月27日の臨時株主総会で電化が決定され、資金の多くは、王子製紙系列の北海水力電気が出資し、役員3名が派遣された。これは、王子製紙傘下の北海道鉄道が東札幌において定山渓鉄道と接続していたため、御料林の木材が苫小牧工場まで列車の輸送機関によって搬入できることと、北海水力電気においても電気の販売ができるという利点があった。
電化工事は順調に進み、1929年（昭和4年）10月25日に東札幌から定山渓までの27.2kmの間、電車による旅客輸送がはじまり、豊平駅を現在の場所に新築し移転した。
利用客の利便性を考慮し、北海道鉄道の東札幌から苗穂の間3.1kmの電化工事を始め、1931年（昭和6年）7月25日に乗り入れ電車の直通運転が行われ、利用客にとって尚一層便利な足となった。
さらに観光ブームは続き、本州からも団体客が入るようになり道路の整備も行われ、1932年（昭和7年）5月8日札幌駅前から定山渓、さらに豊平峡の自動車運送事業を開始した。
沿線の人口増加等により、1933年（昭和8年）1月7日白糸の滝停留所、1933年（昭和8年）11月18日北茨木停留所（後の澄川駅）、1936年（昭和11年）10月20日小金湯停留所を開設した。
1937年（昭和12年）の日中戦争時には豊羽鉱山の操業が活発になり、選鉱場が建設され、運搬専用鉄道により1939年（昭和14年）4月17日から貨物列車の運行を開始した。さらに、定山渓の御料林でも木材の量産が始められ、1940年（昭和15年）には森林鉄道が完成し、貨物専用側線が敷設され、ここに定山渓鐡道の貨物輸送は大きな飛躍をとげた。
1941年（昭和16年）2月1日、日中戦争の発展により、自動車運送業を休止した。また、1942年（昭和17年）6月には電力統制が行なわれ、北海水力電気が解散し、定山渓鉄道の株式は、王子製紙に肩代わりされ、北海道鉄道が1943年（昭和18年）8月1日に国鉄に買収されたことにより、苗穂から東札幌間の直通運転は、国鉄に継承された。
豊羽鉱山の鉱石輸送が増え、貨物輸送の充実が図られたが、1944年（昭和19年）9月、大出水による坑道の浸水災害が豊羽鉱山に発生し、操業が停止。専用鉄道は休止となったが、この頃から定山渓の奥の本滝鉱山において褐鉄鉱が産出され、東室蘭への直通輸送が行なわれた。
戦場に招集される社員が増えた他、車両の修理資材が代用品となり、故障が続出。終戦を迎える頃には4割程度の車両しか稼動できない状況であった。そんな中、1944年（昭和19年）10月、千歳飛行場の滑走路強化のため、砕石を千歳まで輸送した。1945年（昭和20年）3月には、東札幌から白石の線路を戦時特例によって、産業設備営団に供出し、貨物輸送を廃止。国鉄との連絡は、東札幌となった。1945年（昭和20年）8月15日に終戦を迎えるとともに、鉄鉱石運搬も廃止された。
第二次世界大戦の終戦とともに、連合国占領軍が駐留するため、キャンプ・クロフォードを建設することになり、側線が国鉄によって敷設され、建設資材が運ばれた。この専用側線は国有財産で、管理は運輸省、線路の保守と整備は定山渓鐡道、運行は国鉄で行なわれ、東札幌と真駒内の間に、国鉄が機関車乗り入れ貨物列車をけん引したり、軍の移動に客車を乗り入れたりしていた。1947年（昭和22年）2月2日からは、札幌からキャンプ・クロフォードまで、通勤客や軍人及び軍属の輸送がおこなわれた。
1948年（昭和23年）5月15日に休止していた自動車運輸事業を札幌駅前から定山渓薄別間を再開し、札幌市内各地へ新規路線の開設や既存路線の延長を重ね、乗合車両の増車を図っていった。さらに1949年（昭和24年）5月31日には貸切バス運送事業の免許も取得し、団体客用のトレーラーバスを導入し、ロマンスカーやデラックスカーが次々に増車されていった。
王子製紙の同系である北海道鉄道が、1943年（昭和18年）に国鉄に買収された時、同社から専務として就任した大村彌一が、1948年（昭和23年）8月5日社長に就任した。しかし、王子製紙が経済力集中排除法の適用を受け、持株を全て持株会社整理委員会に移管したため、定山渓鐡道の株式も1948年（昭和23年）12月に一般に開放処分され、王子製紙の傘下から離脱した。
沿線の開発により、住民が多くなったこと、豊羽鉱山の操業が再開されたことなどにより、鉄道の活気は取り戻されていった。また、朝鮮戦争による特需景気も出たこともあり、定山渓温泉は再び遊び場的気分が見られるようになり、訪れる行楽客も増加していた。
豊平駅の改築にともない本社社屋を新築し、1953年（昭和28年）7月7日に移転、豊平駅が定山渓鉄道のターミナルステーションとなった。駐留していたアメリカ軍が、1956年（昭和31年）に返還したため専用側線は撤収された。一方、1955年（昭和30年）7月15日より札幌駅から洞爺湖温泉の間110kmの自動車による運送を始めた。

### 東急グループ入り
会社は創業以来の黄金時代を迎え、1957年（昭和32年）にかつてない設備投資をした。そして、開業当時からの念願であった札幌駅までの乗り入れが、1957年（昭和32年）8月12日から開始され、観光地及び沿線産業に対する交通機関としての体制が整えられた。しかしながら、過大な投資を行い、財政の硬直化が見られ、その転換方法を考えていたところに、北海道進出を計画していた東急資本とうまく結び付くことができ、1957年（昭和32年）10月東急の傘下に入った。この時、東京急行電鉄は定山渓鐡道の株式全体の45%を取得し、筆頭株主となっていた。
1957年（昭和32年）10月7日に開催された臨時株主総会において、五島昇（東京急行電鉄 社長）、船石吉平（東京急行電鉄 取締役）、黒川徹（群馬バス 取締役）、小佐野賢治（東京急行電鉄 取締役）が取締役に選任され、船石吉平が副社長に、黒川徹が常務に就任し経営にあたった。また、1958年（昭和33年）5月21日開催の株主総会において蛯名忠雄（東京急行電鉄 取締役）が社長に就任した。        
1957年（昭和32年）10月に北茨木が澄川駅と改称された。1958年（昭和33年）4月1日に不動産事業を開始し、沿線開発の促進計画のもと藤ノ沢を中心として44万3053坪の土地を買収し、年度内に6263坪の分譲地を売り出した。また、商社及び学校用地として藤ノ沢地区に12219坪、澄川地区に6293坪を一括分譲した。また、利用客の利便性を図り、1959年（昭和34年）4月1日に滋恵学園停留場、同年6月21日に十五島公園停留場、1961年（昭和36年）4月15日には緑ヶ丘停留場が開設された。
バスの営業所は東札幌にあったが、車両が増え手狭になったため分離し、澄川に営業所を新設。路線バス75台、従業員180名を移し、1960年4月営業を開始した。
鉄道路線と併行して走る国道230号の改良工事が進展し、冬期間の除雪体制も整い、木材、鉱石の輸送がトラックに奪われ、1963年（昭和38年）9月21日をもって専用鉄道を廃止することとなった。この時の貨物輸送は豊平駅に到着する石炭と製材のみとなった。

### 鉄道事業の廃止以降
道路の整備や自家用車の増加、さらに温泉旅館はマイクロバスを備えて独自で輸送をし、観光客は直接団体バスへ乗り込むなど、鉄道は沿線の通学生の輸送が主となり一般旅客は激減していった。
このような状況の中、1966年（昭和41年）10月に北海道警察本部より、東札幌と定山渓の間にある66か所の踏切の内、20か所以上が主要路線と平面交差し、事故の危険性が高いため、立体化か撤廃かを求める勧告を受けていた。
また、1972年（昭和47年）2月に札幌オリンピックが開催されることになり、会場、選手村にあたる真駒内を中心とした、交通機関の整備の検討が始められていた。それは、都心部の交通体系の改革も含めた札幌市高速軌道建設計画であり、第一陣として南北線、北24条から真駒内を結ぶ路線が策定された。この区間の内、平岸と真駒内間は定鉄線上を走る計画であり、1967年（昭和42年）12月に札幌市より同区間の鉄道用地買収の申し入れを受けた。地方鉄道の使命として沿線住民の足を考え、1969年（昭和44年）3月20日に高速軌道の将来計画の終点、藤ノ沢までの線路敷きの一括譲渡で札幌市の買収交渉に応じることとなり、同年4月21日に開催された臨時株主総会に於いて鉄道事業の廃止が決定された。1969年（昭和44年）10月31日、定山渓温泉と沿線の発展と歴史をともに築き上げてきた定鉄電車は、惜しまれながらも静かに幕を閉じた。
鉄道廃止に伴い、従業員の雇用を生むため、スーパーマーケット事業に参入。1972年7月に定鉄商事が設立された。じょうてつと東急ストアなどの出資を仰ぎ、東急ストアのノウハウをもらってスタートした。屋号は札幌東光ストアとし、1972年に1号店の木の花店をオープンした。また、東急グループが北海道で展開していたボウリング場も行き詰まりを見せ始めており、豊平店、行啓店、北栄店、東急ストア本体が運営していた自衛隊前店はボウリング場跡を利用した。1975年5月、屋号を札幌東急ストアに変更した。
自動車事業の乗合バスは、札幌駅を起点に市内各地を結ぶ主要な通勤通学路線として進展するとともに、合理化、省人化を図り、ワンマン運行の導入、車両の大型化やワンマンバス車両への代替、改造を行った。貸切バスも順調な伸びを示し、ロマンスカーやハイグレード車を増車し、1968年（昭和43年）11月には真駒内自動車営業所を開設した。しかしながら、自家用車の増加、道路交通網の立ち遅れによる混雑のために利用客が減少し、空洞化現象の非効率な運行等、バス事業の輸送環境は、年々加速的に斜陽化が進んでいた。
このような状況の中、地下鉄開業に伴い、1971年（昭和46年）9月に札幌陸運局の諮問機関である札幌地方陸上交通審議会から「運行系統の整理及び利便増進の配慮と事業者間の路線調整への配慮」との答申が出されたこともあり、「札幌市に市内バス全路線を移譲すること」が最善策と考え、1971年（昭和46年）12月7日、札幌市長に市内路線、車両、人員の移譲を申し入れ、同年2月24日に開催された臨時株主総会において、市内バス路線・車両の譲渡並びに従事員引継ぎについての決議決定がなされ、1972年（昭和47年）5月1日に定山渓線と洞爺湖線を除くすべての市内9路線、バス車両90両、運転士150名その他31名の合わせて181名の人員が札幌市に移譲された。これにより、澄川営業所を廃止し、真駒内営業所に集約され、バス事業は郊外の乗合バス路線と貸切バスにより再建を図り、不動産事業と新規事業の開発を進めることとし、1973年（昭和48年）5月31日に商号を定山渓鐡道株式会社から株式会社じょうてつへと変更した。
バス事業は合理化を進め、1974年（昭和49年）4月24日に洞爺湖線のワンマン化を実施した。1976年（昭和51年）3月27日には定期観光バスの運行を開始する他、運行回数増や区間便の延長、さらには待合所、案内所の設置など利便性の向上にも務めた。札幌国際スキー場の開業にともない、1978年（昭和53年）10月20日に札幌市内より札幌国際スキー場までの直行便を冬期間運行した。沿線に南陵高校、啓北商業高校が開校されると同時に、学生輸送の専用便を運行した。さらに1982年（昭和57年）5月1日には定山渓線が100%ワンマン化となり、1983年（昭和58年）11月23日に、自動車事業部の自動車営業所、整備工場を南区川沿に新築し移転した。
貸切事業の中で各旅行斡旋業者との連繋を図り、団体客等の勧誘に務めていた旅行サービス課が、1979年（昭和54年）7月21日に国内旅行業を登録し、独立した事業となり、航空各社との代理店契約を締結し航空券の販売を始め、国内旅行の斡旋、勧誘とともに、旅館宿泊券の販売、さらには各催物の主催にも力を入れた。
不動産事業は、デベロッパーとしての土地開発、分譲をはじめ、建売住宅、注文住宅、分譲マンション販売、そして仲介斡旋業にも進出し、総合住宅事業として積極的に営業展開を進めた。
平成の時代となり、地域住民の要望を取り入れたダイヤ編成や新系統の運行、運行経路の変更を図った。1991年（平成3年）3月26日には洞爺湖線にテレビ、トイレ完備のハイグレード車が登場し、市内路線には、市営地下鉄との乗り継ぎ割り引き制度、共通バスカード、通勤定期券の持参人方式制度等を導入し、低床車への置換えなど利用客へのサービス向上にも務めた。
2000年（平成12年）4月1日には、札幌市交通局より定山渓線14便、藻岩線95便の2路線4系統の路線を譲り受け運行を開始したが、観光貸切業からは2001年（平成13年）3月31日をもって撤退した。

## 沿革

旧社章

- 1913年（大正2年）2月1日：定山渓鉄道創立事務所発足。[5]
- 1915年（大正4年）12月20日：定山渓鉄道株式会社設立（本社所在地：札幌区北2条西2丁目1番地、資本金30万円）。
- 1916年（大正5年）本社を札幌郡豊平町に移転。
- 1918年（大正7年）
  - 5月：資本金を60万円に増資。
  - 10月17日：定山渓鉄道線（白石 - 定山渓間）開業。
- 1922年（大正11年）
  - 3月：資本金を80万円に増資。
  - 10月：現在の定山渓郵便局の裏手あたりに鉄道ホテルを開業。
- 1928年（昭和3年）12月：資本金を200万円に増資。
- 1932年（昭和7年）5月8日：札幌駅 - 定山渓 - 豊平峡間の乗合バス開業。
- 1941年（昭和16年）2月1日：バス事業休止。
- 1943年（昭和18年）2月1日：鉄道ホテルの営業権を株主の一人であった秋山敏氏に譲渡。
- 1946年（昭和21年）4月：定山渓鉄道労働組合結成。
- 1948年（昭和23年）
  - 5月15日：札幌駅 - 定山渓 - 薄別（うすべつ）間乗合バス事業復活。
  - 6月：資本金を800万円に増資。
- 1949年（昭和24年）9月：資本金を2,500万円に増資。
- 1950年（昭和25年）6月：定年制度を導入（満58歳）。
- 1952年（昭和27年）7月：資本金を4,000万円に増資。
- 1953年（昭和28年）
  - 4月：資本金を6,000万円に増資。
  - 7月：豊平駅改築。また隣接地である札幌市豊平3条9丁目に本社移転。
- 1954年（昭和29年）12月：資本金を9,000万円に増資。
- 1956年（昭和31年）9月：資本金を9,900万円に増資。
- 1957年（昭和32年）
  - 3月19日：タクシー事業を行う定鉄観光を設立[18]（#過去のグループ会社参照）。
  - 10月7日：東京急行電鉄が定山渓鉄道を傘下に収め、東急グループに入る。[9]
  - 12月7日：臨時株主総会にて東急電鉄の五島昇社長、小佐野賢治取締役ら4人が取締役に就任し東急の経営参加が本格化。また資本金を2億円に増資。
- 1960年（昭和35年）5月20日：早来運輸（現・あつまバス）を傘下とする[19]（#過去のグループ会社参照）。
- 1967年（昭和42年）
  - 8月：北海道警察が交通障害を理由に軌道廃止勧告を行い[20]、運輸省（現・国土交通省）[20]や北海道議会で行き過ぎとして問題化する[21]。
  - 11月：損害保険代理店の定鉄興業を設立[22]（#過去のグループ会社参照）。
- 1969年（昭和44年）
  - 3月：定山渓鉄道線の札幌市交通局への売却に合意[23]。
  - 11月1日：定山渓鉄道線全線廃止（東札幌 - 定山渓間）[3]。
- 1971年（昭和46年）：倉庫業やトラック事業等を行う北海道東急貨物倉庫を設立[24]（#過去のグループ会社参照）。
- 1972年（昭和47年）
  - 5月1日：経営改善の一環として札幌市交通局へ、人員181名を移籍、車両90台、札幌市内バス9路線（南区中心）を譲渡。
  - 7月15日：スーパーマーケットを運営する定鉄商事を設立[25]（#過去のグループ会社「札幌東急ストア」参照）。
- 1973年（昭和48年）
  - 5月31日：定山渓鉄道株式会社より株式会社じょうてつに社名変更。
  - 不動産賃貸業等を行うじょうてつ建設を設立[26]（#過去のグループ会社参照）。
- 1974年（昭和49年）4月24日：洞爺湖線ワンマン化。
- 1976年（昭和51年）3月27日：定期観光バスの運行を開始。
- 1978年（昭和53年）10月20日：札幌国際スキー場直行便、運行開始。
- 1981年（昭和56年）4月：警備業等を行う定鉄サービス（現・北海道東急ビルマネジメント）を設立[27]。
- 1982年（昭和57年）5月1日：定山渓線ワンマン化。
- 1983年（昭和58年）：自動車部事業所を真駒内より川沿へ移転。
- 1995年（平成7年）：豊羽鉱山線（定山渓 - 豊羽元山間）廃止。
- 1997年（平成9年）4月1日：共通ウィズユーカード使用開始[28]。
- 1998年（平成10年）6月23日：住宅リフォーム等を行う札幌東急リフォームを設立[29]。
- 2000年（平成12年）4月1日：札幌市営バスより「藻岩線」（南55系統。札幌駅・豊水すすきの駅前 - 硬石山間）、定山渓線（南93系統（一部）。真駒内駅 - 定山渓間）を譲受。
- 2001年（平成13年）3月31日：観光貸切バス事業から撤退。
- 2002年（平成14年）11月：介護事業等を行うじょうてつケアサービスを設立[30]。
- 2003年（平成15年）4月1日：札幌市交通局藻岩自動車営業所、ならびに所属9路線を譲受[31]。自動車事業部藻岩営業所開設[32]。
- 2004年（平成16年）12月1日：札幌洞爺湖線廃止。競合運行する道南バスが増回（増便）し対応。
- 2020年（令和2年）4月1日：（バスキタ！）のサービスを開始。
- 2023年（令和5年）
  - 4月1日：子会社である札幌東急リフォームを吸収合併。
  - 9月1日：札幌市南区藤野地区で運行する藤野循環バス「ふじの～る」をデマンド交通「チョイソコふじの～る」へ運行形態を変更。
- 2024年（令和6年）
  - 4月15日：路線バス乗務員に於けるネクタイ着用が通年で廃止される[33]。

## 事業所
すべて北海道に所在。
本社、不動産事業部
札幌市白石区東札幌1条1丁目1-8 じょうてつビル
自動車事業部・川沿営業所・川沿整備工場・川沿サービスセンター
札幌市南区川沿5条1丁目20
- 国道230号沿いに川沿サービスセンターを設置。最寄り停留所は「川沿5条2丁目」。

自動車事業部 藻岩営業所・藻岩整備工場
札幌市南区真駒内本町4丁目1-1
- 旧・札幌市交通局藻岩自動車営業所。最寄り停留所は「真駒内本町」。

札幌駅案内所
札幌市中央区北5条西2丁目1-1（札幌駅南口広場内に仮設）
定山渓乗車券販売所
札幌市南区定山渓温泉東3丁目 定山渓観光案内所
- 最寄り停留所は「定山渓神社」。旧・定山渓案内所は閉鎖。

新千歳空港「じょうてつ」- 総合土産品店を運営
千歳市美々新千歳空港ターミナルビル2階

### かつて存在した事業所
住所は当時のもの
真駒内自動車営業所
札幌市真駒内南町5丁目
澄川自動車営業所
札幌市澄川427
東札幌自働車営業所
札幌市菊水南町7丁目
石山サービスセンター
札幌市南区石山2条8丁目1-1 熊木ビル1F 真ん中
- 最寄り停留所は「石山2条8丁目」。2021年7月30日閉鎖。

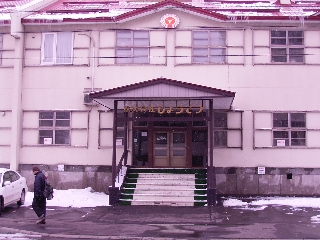
豊平4条9丁目の旧本社。2005年（平成17年）解体。
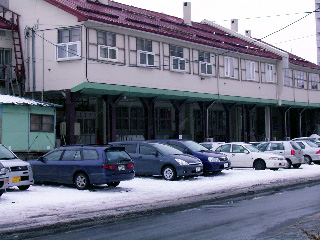
同。駅の面影が残る。
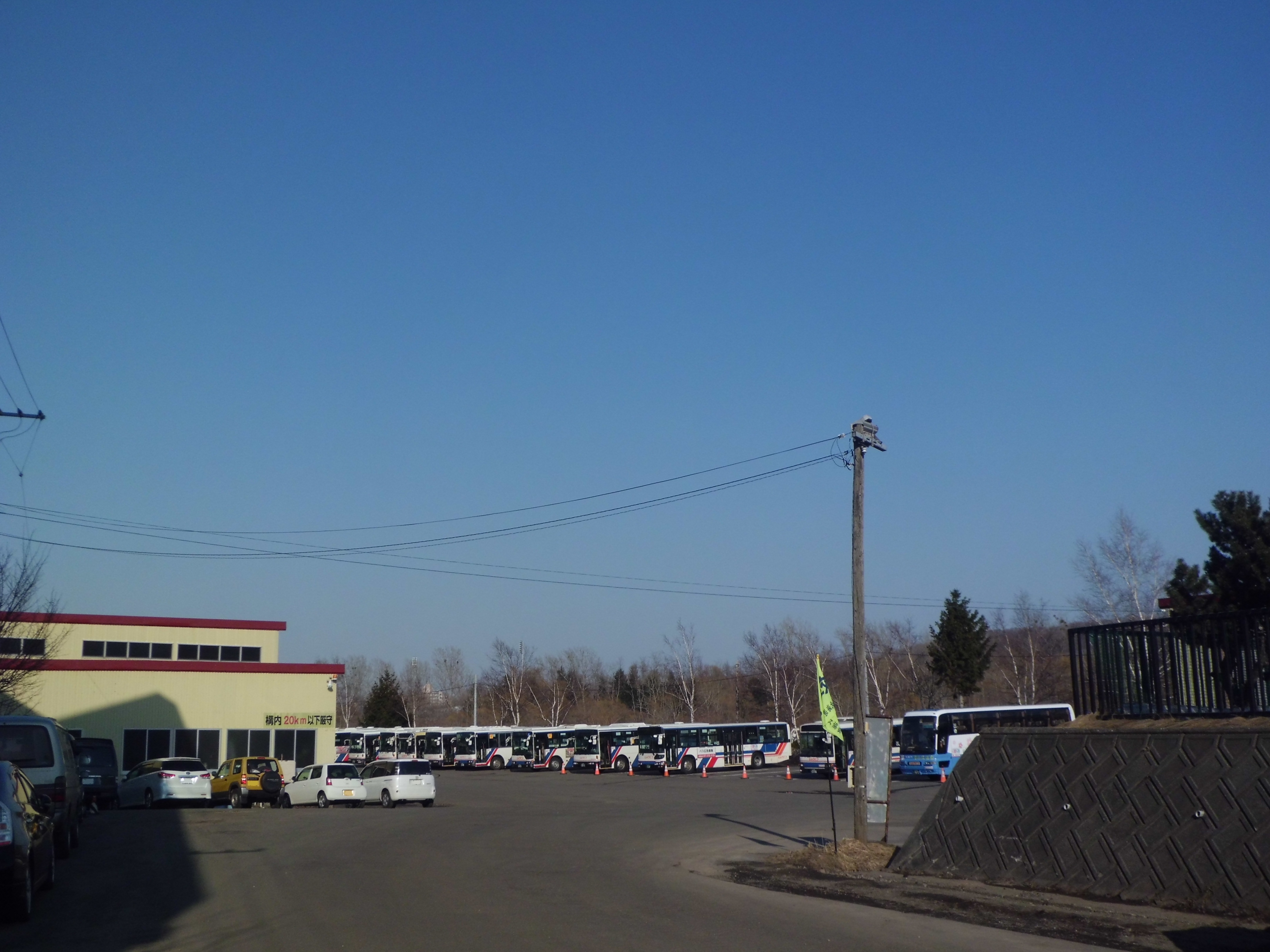
川沿営業所
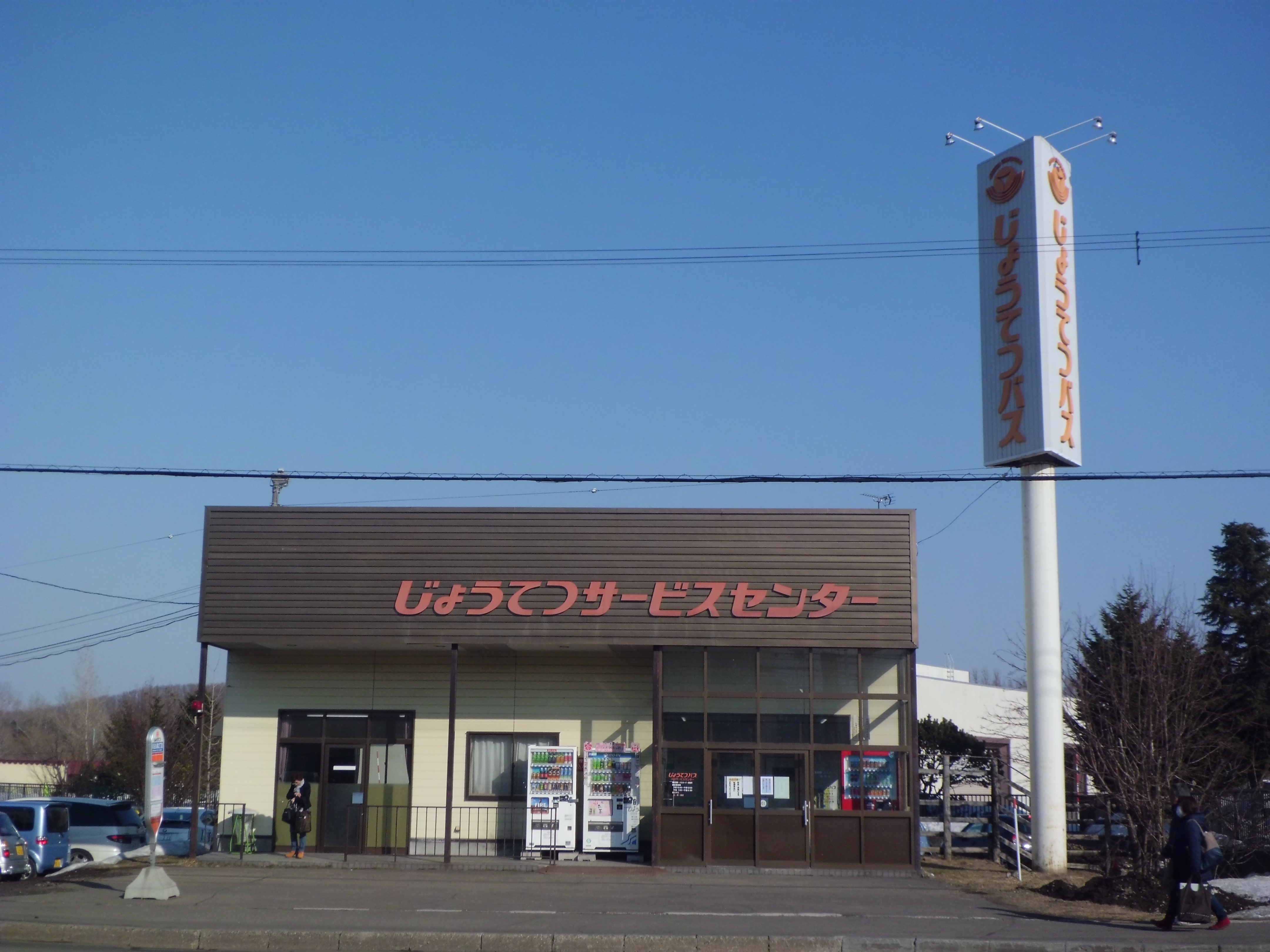
川沿サービスセンター
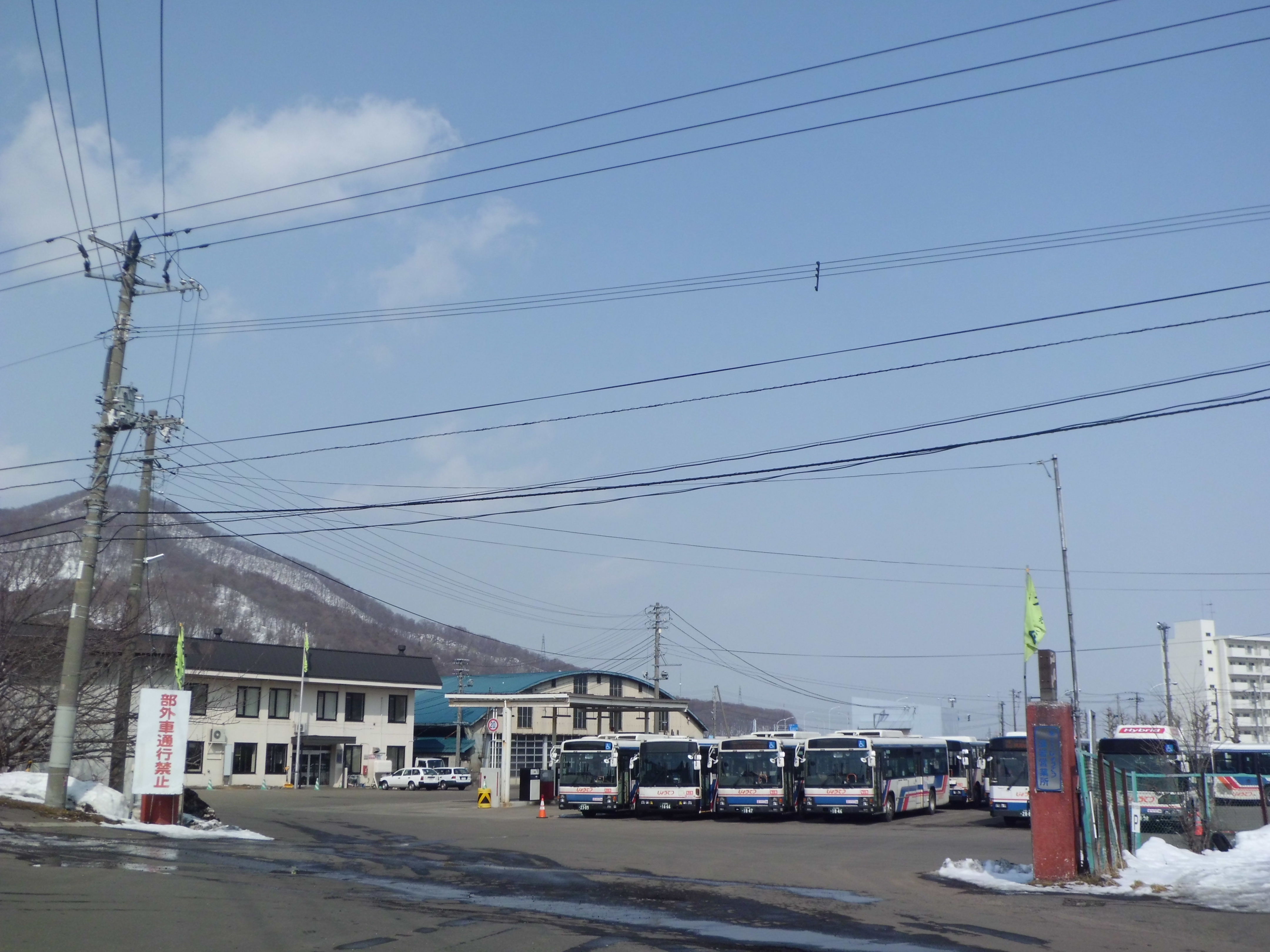
藻岩営業所
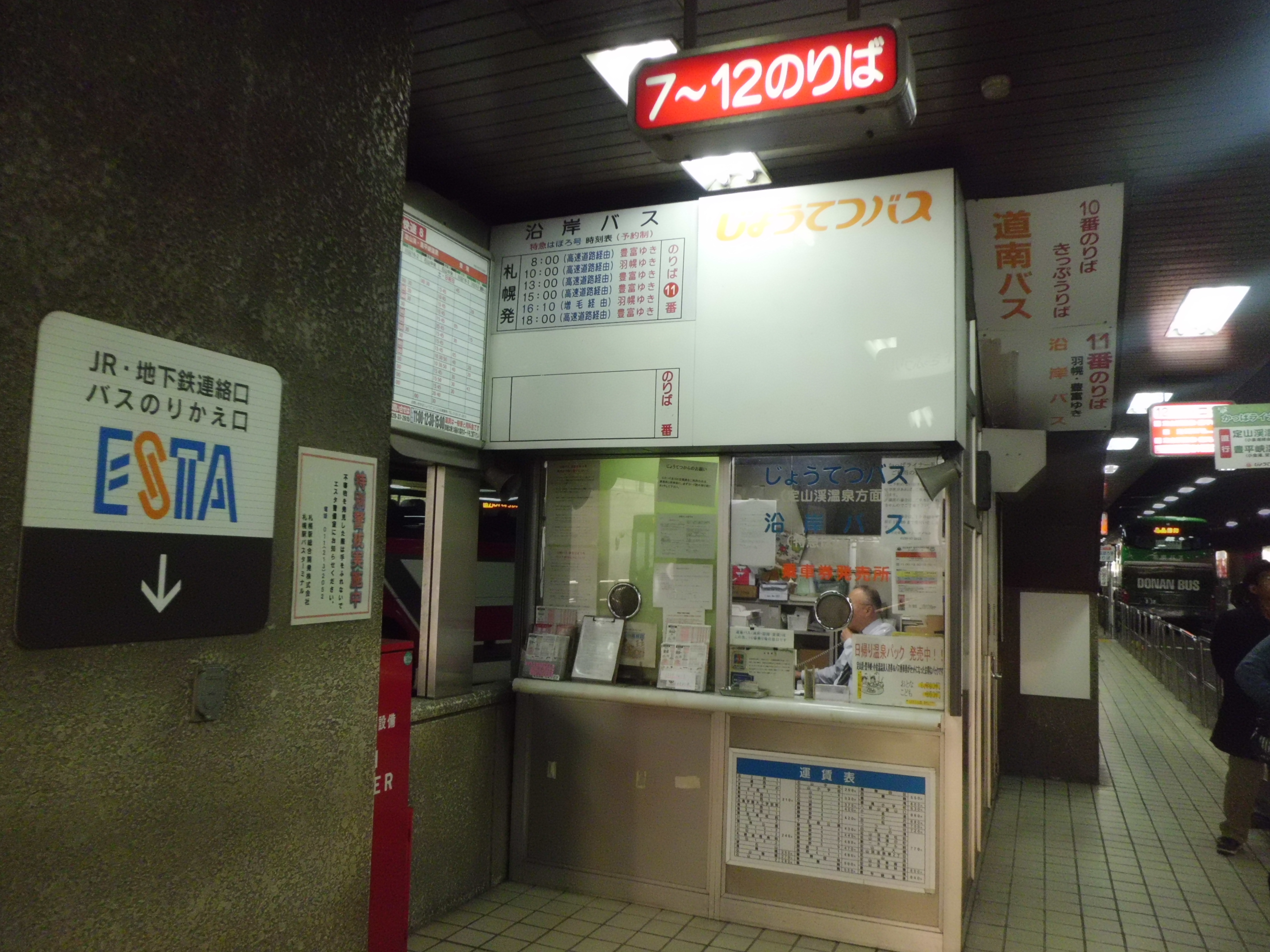
札幌駅案内所
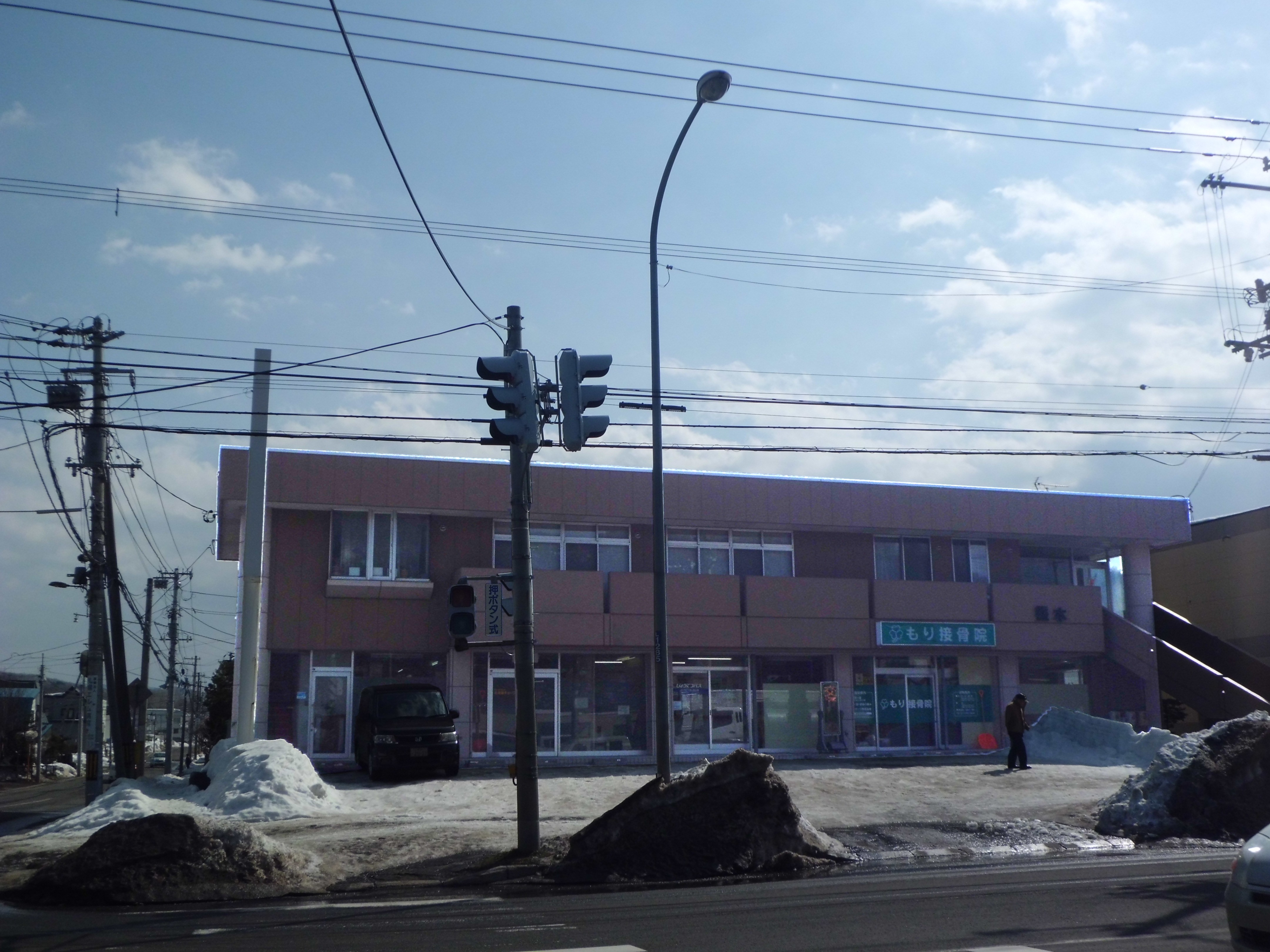
旧・石山サービスセンター（2021年7月30日閉鎖）
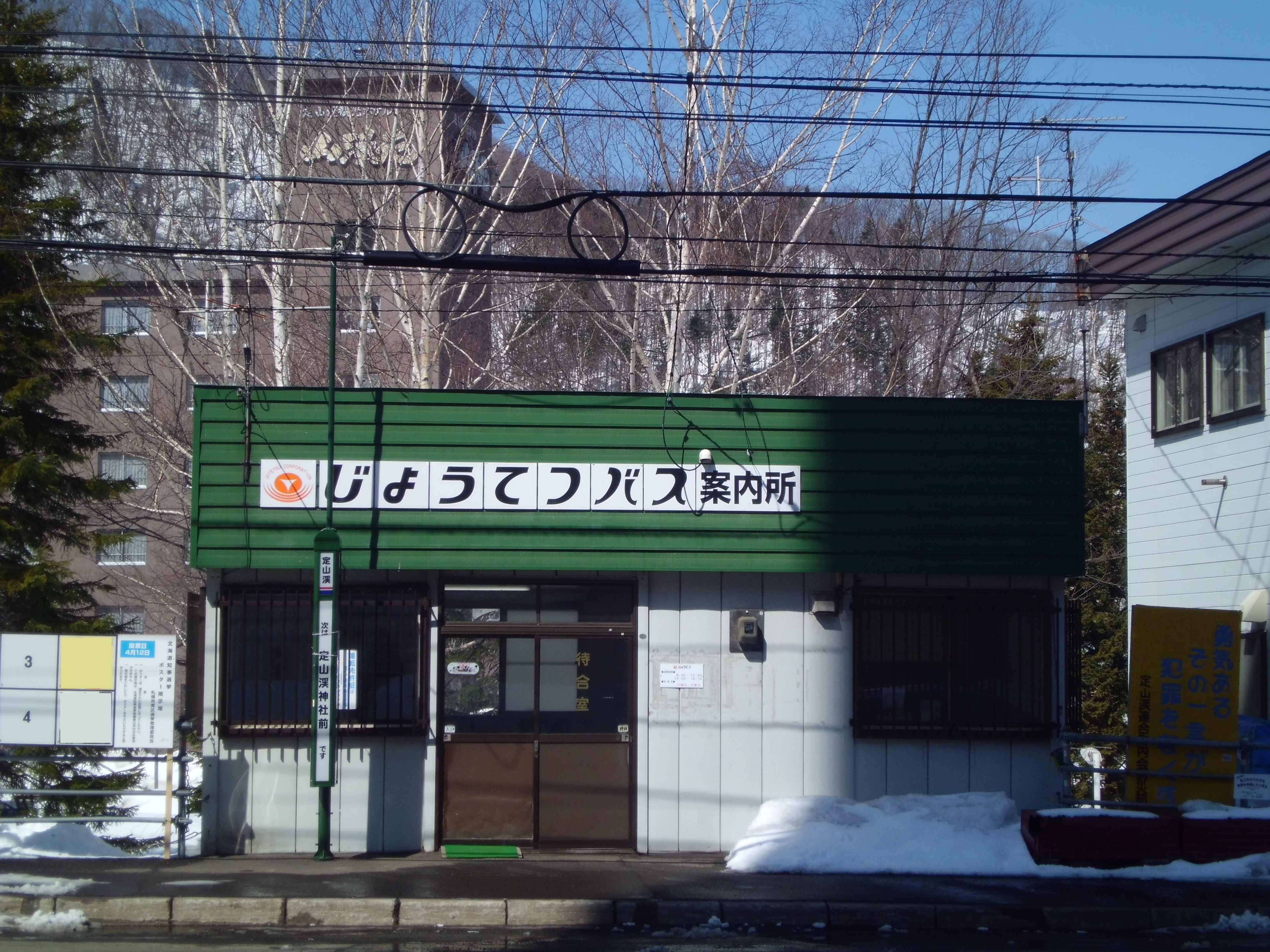
旧・定山渓案内所

## バス事業

### 路線バス
路線バス車両は2017年（平成29年）3月31日現在で183台保有。旧来から運行する国道230号石山通・川沿経由の定山渓線などのほか、2003年（平成15年）4月1日に札幌市交通局（札幌市営バス）から藻岩営業所を譲受し平岸・真駒内地区を中心とした市内路線を運行する。これにより札幌市南部地域のバス路線の大半をじょうてつが担当することとなった。
旧来からの路線と旧札幌市営バスが重複していた札幌駅 - すすきの - 南6条西11丁目 - 南38条西11丁目間は旧札幌市営バスのみが停車する停留所が設定されており、完全移譲後もそのまま踏襲される。2014年（平成26年）4月1日よりこの区間を走行する旧来からの路線の系統番号に「快速」が付された。2023年（令和5年）4月1日より快速7・快速8・12の豊平峡温泉行に「H」、定山渓車庫行に「J」が系統番号の末尾に付された。逆方向は変更なし。
2021年（令和3年）12月1日より簾舞団地停留所付近にバス回転場を新設。札幌駅・真駒内駅行の回転場始発便のみ場内の「藤野西通車庫」停留所を使用する。
2024年（令和6年）4月1日現在。藻岩営業所担当はもいわ（所属車には前面・入口ドア付近・後面に表記される）、その他は川沿営業所担当。

#### 札幌都心・すすきの - 藤野・豊滝・定山渓
豊平峡温泉線・定山渓線（札幌都心系統）
札幌駅 - 川沿5条2丁目間「札幌駅 - すすきの - 南6条西11丁目 - 南21条西11丁目 - 北海学園大学工学部 - 南38条西11丁目 - 藻岩高校 - 川沿5条2丁目」、豊滝 - 定山渓車庫間「豊滝 - 八剣山登山口 - 小金湯 - 錦橋 - 定山渓湯の町 - 定山渓大橋 - 定山渓車庫」共通経路。2020年（令和2年）12月1日より定山渓地区にて全便旧道経由となる。
- 快速7 (H, J)・7：札幌駅 - 川沿5条2丁目 - 藻南公園 - 川沿14条2丁目（旧・札幌逓信病院） - 川沿16条2丁目 - 硬石山 - 藤野3条2丁目 - 十五島公園 - 簾舞団地（藤野西通車庫） - 簾舞 - 豊滝 - 定山渓車庫 - 豊橋 - 豊平峡温泉
  - 快速7：札幌駅 - 簾舞団地（藤野西通車庫）・豊滝、快速7 (J)：札幌駅 - 定山渓車庫、7：川沿5条2丁目 - 藤野4条11丁目・豊滝の区間便あり。定1：定山渓湯の町 - 豊平峡温泉は2022年（令和4年）12月1日廃止[40]。
- 快速7：札幌駅 - （同経路） - 藤野3条2丁目 - 藤野4条11丁目 - 藤野西通（藤野西通車庫） - 簾舞 - 豊滝
  - 札幌駅 - 藤野西通（藤野西通車庫）の区間便あり。
- 快速8 (J)：札幌駅 - 川沿5条2丁目 - 藻南公園 - 藻南橋 - 石山陸橋 - 石山中央 - 藤野3条2丁目 - 十五島公園 - 簾舞団地（藤野西通車庫） - 簾舞 - 豊滝 - 定山渓車庫
  - 札幌駅 - 藤野3条2丁目・簾舞団地（藤野西通車庫）・豊滝の区間便あり。

豊平峡温泉線は2005年（平成17年）4月1日に豊橋環状線（定山渓車庫前 - 豊平峡温泉）と定山渓線を統合し新設。札幌駅 - 定山渓車庫前、豊滝など他の系統は定山渓線となる。
2014年（平成26年）4月1日より豊滝系統に設定されていた旧簾舞通行屋前経由を廃止。同年12月1日より朝に1本のみ設定されていた快速8：札幌駅←石山中央←石山六区を廃止。
藤野4条11丁目経由は2006年（平成18年）12月1日より藤野4条5丁目止まりを藤野4条11丁目まで延長。2014年（平成26年）4月1日より一部を除き豊滝まで延長。
豊平峡温泉線・定山渓線（札幌都心系統・特急便）

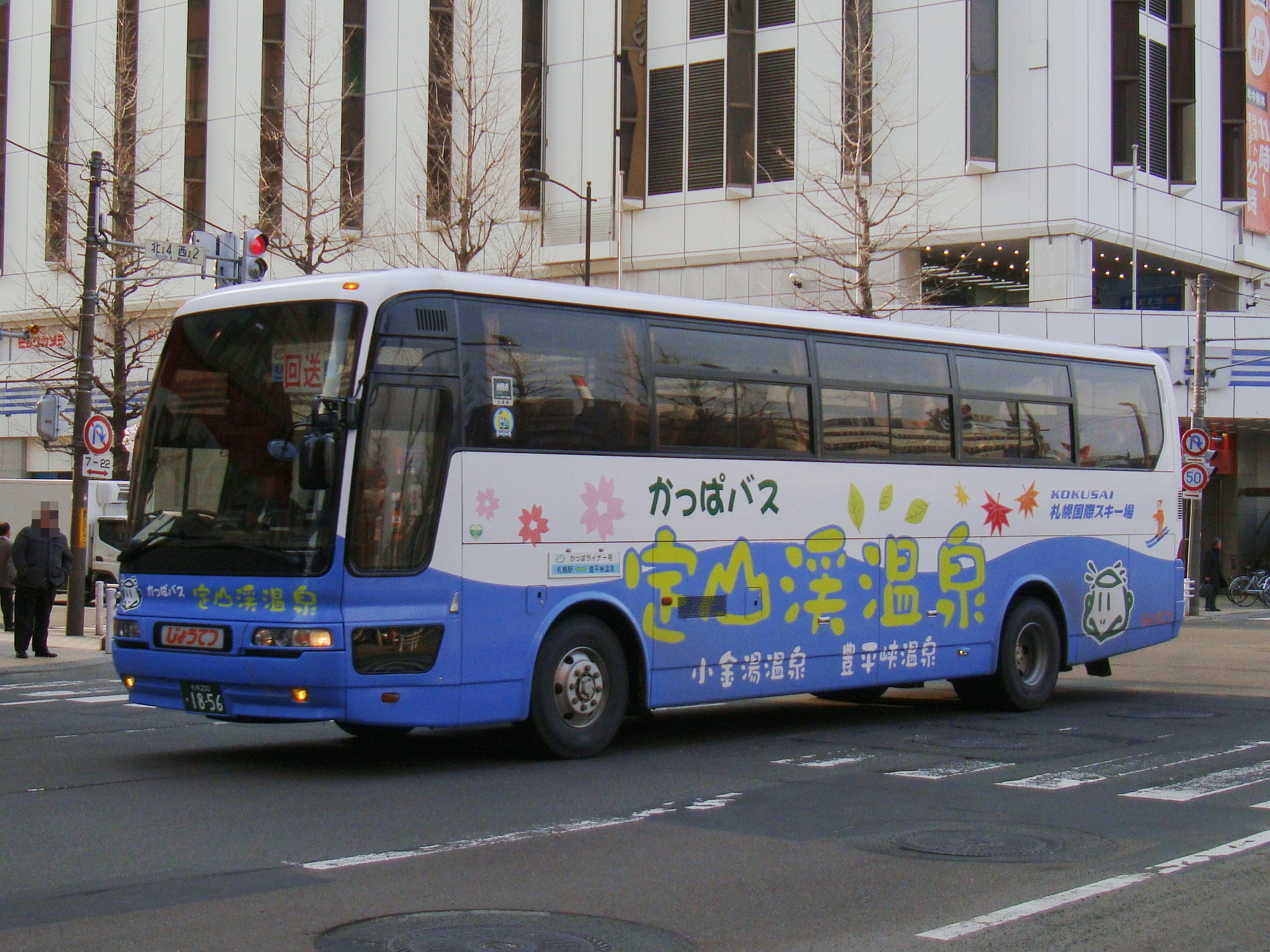
かっぱライナー号

- かっぱライナー号：札幌駅・すすきの - （八剣山中央口 - ）小金湯 - 定山渓湯の町・定山渓大橋・定山渓車庫・豊平峡温泉
  - 札幌駅←定山渓車庫の区間便あり。

2011年（平成23年）12月1日より定山渓温泉かっぱライナー号として運行開始。すすきの - 白糸の滝間は小金湯のみ停車、定山渓車庫前 - 豊平峡温泉間は無停車で運行する。予約制で、札幌駅 - すすきの間、白糸の滝 - 豊平峡温泉間のみの利用はできない。小金湯 - 豊平峡温泉間は運行開始当初は区間利用不可で、2014年（平成26年）4月1日より乗降とも可能となっていたが、白糸の滝 - 豊平峡温泉間にて2020年（令和2年）12月1日より再度区間利用不可となった。5月1日から10月31日までは八剣山（中央口・南口）を経由する。
予約不要で小金湯→すすきの間を無停車で運行する定山渓車庫発札幌駅行の7系統特急便が土休日に設定されていたが、2014年（平成26年）4月1日ダイヤ改正以降は設定されていない。
藻岩線（札幌都心系統）
- 南55：札幌駅 - すすきの - 資生館小学校 - 南6条西11丁目 - 南11条西11丁目 - 南21条西11丁目 - 北海学園大学工学部 - 南警察署 - 南38条西11丁目 - 川沿1条1丁目/（藻岩高校） - 藻岩小学校 - 藻南公園 - 川沿14条2丁目 - 川沿16条2丁目 - 硬石山

2000年（平成12年）4月1日に札幌市営バスから譲受。
2013年（平成25年）4月1日に豊水すすきの駅 - すすきの - 硬石山系統を廃止。同時に札幌駅 - 藻岩高校便を新設。藻岩高校はこの区間便発着のみで使用。

#### 札幌都心・西11丁目、啓明 - 真駒内、南沢
真駒内線 もいわ

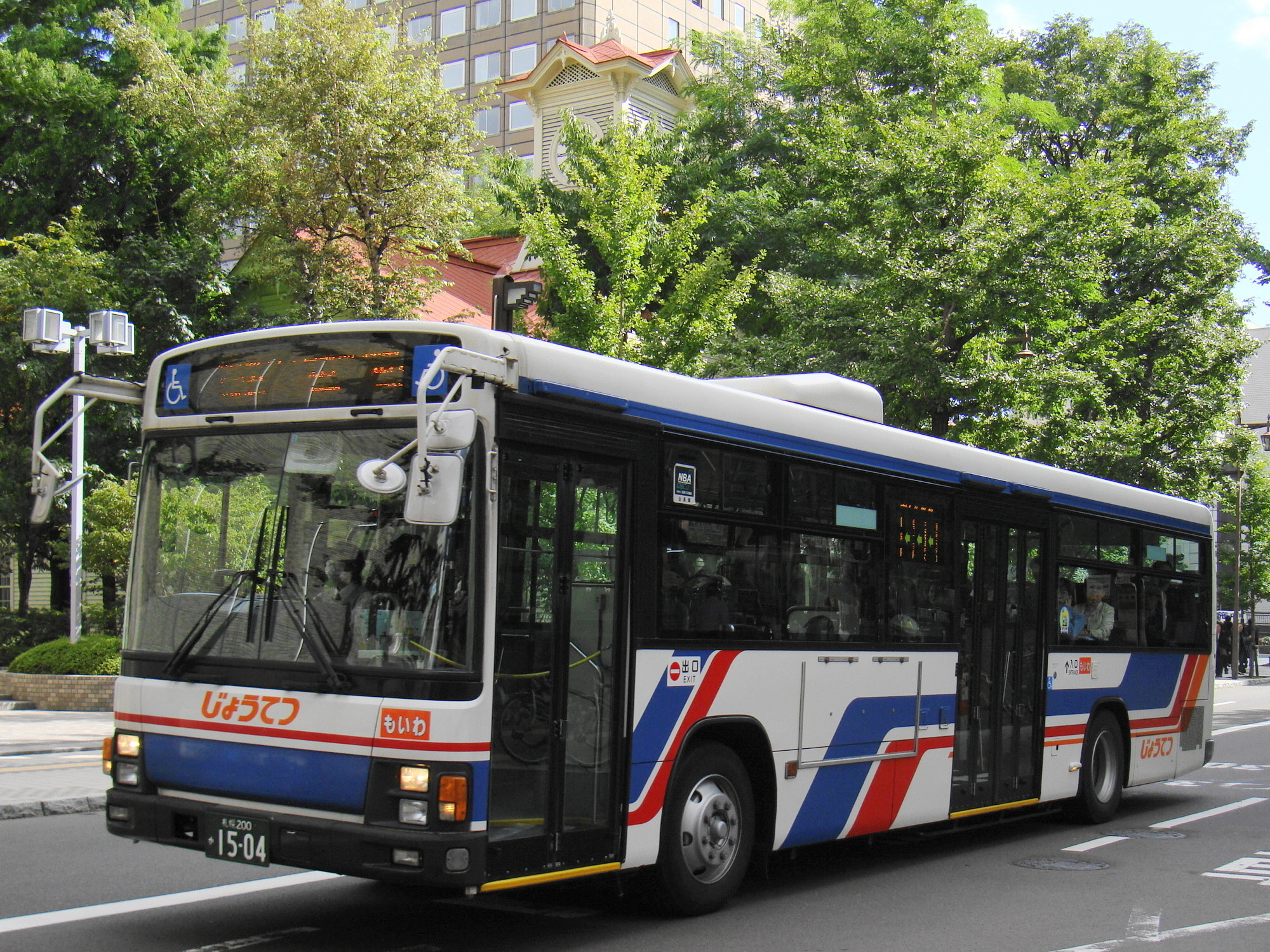
南54 真駒内本町→札幌駅

西11丁目駅 - 真駒内本町間「西11丁目駅 - 中央区役所 - 南6条西11丁目 - 南11条西11丁目 - 南21条西11丁目 - 北海学園大学工学部 - 南警察署 - 真駒内本町」共通経路。
- 南4：市立病院 - 北5条西13丁目 - 西11丁目駅 - 真駒内本町 - 光塩短大 - 真駒内駅
  - 市立病院 - 真駒内本町の区間便あり。西11丁目 - 真駒内本町便は2022年（令和4年）12月1日廃止[40]。
- 南4：真駒内本町→光塩短大→真駒内駅→南町4丁目
- 南4：啓明ターミナル - 南19条西16丁目（旧・ロープウェイ入口） - 電車事業所前 - 南警察署前 - 真駒内本町 - 光塩短大 - 真駒内駅
- 南54：札幌駅 - 大通西4丁目（真駒内発）/北1条西4丁目（真駒内行） - 西11丁目駅 - 真駒内本町 - 光塩短大 - 真駒内駅 - 南町4丁目
  - 札幌駅 - 真駒内本町の区間便あり。大通西4丁目/北1条西4丁目 - 真駒内本町便は2022年（令和4年）12月1日廃止[40]。
- 南64：札幌駅北口 - 北5条西10丁目 - 西11丁目駅 - 真駒内本町
- 南84：青少年会館 - 真駒内駅 - 南町4丁目

南4啓明ターミナル系統は2012年（平成24年）4月1日より真駒内駅発着系統新設、系統番号を南74から変更。2013年（平成25年）4月1日より南4の西11丁目駅 - 南町4丁目系統を南54の南町4丁目発着便に統合し廃止。 
南沢線（札幌都心系統）
- 札幌駅・西11丁目駅 - 川沿1条1丁目・中の沢入口・東海大学・南沢4条3丁目

通勤ライナー号として、2014年（平成26年）8月18日より南沢発の実験運行を開始。西11丁目駅 - 川沿1条1丁目間無停車。貸切バスタイプの車両で運行され、特別料金200円が別途必要となる。南沢行の帰宅便を追加するなど、2016年4月1日現在も運行を継続している。
2014年（平成26年）4月1日より札幌駅・すすきの←石山2条8丁目・十五島公園・藤野3条11丁目で実験運行を開始した藤野系統は、同年8月1日より簾舞団地始発への延伸と停車停留所の追加が行われたが、2015年（平成27年）11月30日の運行をもって廃止されている。

#### 真駒内本町 - 中の島・学園前・平岸
平岸線 もいわ
- 環56：真駒内本町 - 平岸中学校 - ジェイコー病院 - 中の島駅 - 平岸1条2丁目 - 水車町5丁目 - 旭小学校 - 旭町1丁目 - 学園前駅 - 平岸3条3丁目 - 平岸駅 - 平岸小学校 - 平岸中学校 - 真駒内本町

南56：豊水すすきの駅 - 平岸1条2丁目 - 豊平区役所前系統は2012年4月1日廃止。
中の島線 もいわ
- 南65：真駒内本町 - 平岸中学校 - ジェイコー病院 - 中の島駅

2024年（令和6年）4月1日に豊平区役所系統（真駒内駅 - 中の島駅 - 平岸1条2丁目 - 平岸3条3丁目 - 平岸4条6丁目 - 豊平区役所）を廃止。

#### 真駒内駅 - 川沿、南沢、中ノ沢、北ノ沢
真駒内駅 - 川沿1条1丁目/藻岩高校間「真駒内駅 - 光塩短大 - 真駒内競技場 - 川沿1条1丁目/藻岩高校」共通経路（南96急行便、川1を除く）。
藻岩線（真駒内系統） もいわ
- 南95：真駒内駅 - 川沿1条1丁目 - 藻岩小学校 - 藻南公園 - 川沿14条2丁目 - 川沿16条2丁目 - 硬石山

2022年（令和4年）12月1日に硬石山 - 石山1条6丁目間を廃止。
南沢線（真駒内系統） もいわ
- 環96：真駒内駅 - 藻岩高校 - 川沿10条2丁目 - 南沢4条4丁目 - 東海大学 - 中の沢入口 - 川沿1条5丁目 - 川沿1条1丁目 - 真駒内駅
- 南96：真駒内駅 - 藻岩高校経由/（急行）藻南橋経由 - 川沿10条2丁目 - 南沢4条4丁目 - 東海大学 - 中の沢入口 - 中の沢

環96は1998年（平成10年）4月1日新設。南96は真駒内駅 - 東海大学の区間便あり。この区間便のみ東海大学前回転場内の停留所も使用する。
2024年（令和6年）4月1日に南90 中の沢線（真駒内駅 - 川沿1条1丁目 - 川沿1条5丁目 - 中の沢入口 - 中の沢）を統合し、南96区間便の一部を中の沢まで延伸。南96急行便は東海大学発片方向のみであったが、中の沢まで延伸の上で両方向運行となった。
北の沢線 もいわ
- 南97：真駒内駅 - 川沿1条1丁目 - 川沿1条5丁目 - 北の沢中央 - 北の沢二股 - 山水団地

藻岩山手線 もいわ
- 南98：真駒内駅 - 川沿1条1丁目 - 北の沢2丁目 - 道路管理事務所

川沿線
- 川1：南町4丁目・南区役所・光塩短大・上町1丁目 - 川沿1条1丁目（南町4丁目発）/藻岩高校（南町4丁目行）

川沿おでかけバスの愛称がある。2004年（平成16年）9月1日より試験運行を開始し、2006年（平成18年）4月1日より正式運行を開始した。途中、川沿1条1丁目行は乗車のみ、藻岩高校発は降車のみ。

#### 真駒内駅 - 藤野・豊滝・定山渓、藤野循環
定山渓線（真駒内系統）
- 12 (J)：真駒内駅 - 真駒内花園 - 石山陸橋 - 石山中央 - 藤野3条2丁目 - 十五島公園 - 簾舞団地（藤野西通車庫）・簾舞経由/簾舞小学校経由 - 豊滝 - 八剣山登山口 - 小金湯 - 錦橋 - 定山渓湯の町 - 定山渓大橋 - 定山渓車庫
  - 真駒内駅 - 簾舞団地（藤野西通車庫）・豊滝の区間便あり
- 12：真駒内駅 - 真駒内花園 - 石山陸橋 - 石山中央 - 藤野3条2丁目 - 藤野4条11丁目
- 12：真駒内駅 - 真駒内花園 - 石山陸橋 - 石山中央 - 石山3条5丁目 - 石山六区

2000年（平成12年）4月1日にそれまで並行して運行されていた札幌市営バス南93 定山渓線を譲受。2014年（平成26年）4月1日に石山六区系統に設定されていた石山2条8丁目経由を廃止。
藤野4条11丁目系統は2006年（平成18年）12月1日より藤野4条5丁目から路線延長。2003年（平成15年）4月1日の札幌市営バス藻岩営業所譲受時に南93 藤野線（真駒内駅 - 藤野3条2丁目）は12 藤野線として川沿営業所担当で運行されていたが、2010年（平成22年）12月1日に藤野4条11丁目系統に振り替える形で廃止されている。
藤野地区 デマンド交通「チョイソコふじの～る」
- 2023年9月1日、それまで運行されていた「ふじの～る」に代わって新設されたデマンド交通[57][58]。2025年8月31日まで（予定）の実証実験運行[57][58]。
- 乗客定員8人のワンボックス車両1台で運行[57][58]
- 電話またはインターネットを利用した事前予約制、事前の会員登録が必要[57][58]
- 藤野地区内に39か所の乗降箇所が設定されており、運行経路は予約に基づきAIシステムが自動生成した経路で運行[57][58]
- 運行は月曜日～金曜日（祝日を除く）の9:00～16:00[57][58]
- 運賃は均一1乗車350円[57][58]

#### 季節運行、シャトルバス
季節運行路線（スキーバス）、大規模イベント開催時に運行されるシャトルバス。
札幌国際スキー場線
- 京王プラザホテル札幌・札幌駅・真駒内駅・定山渓湯の町 - 札幌国際スキー場

冬期運行。北海道中央バス（札幌第一観光バス）と共同運行。運行会社により停車停留所が異なっていたが、2024 - 2025年シーズンより統一された。
藻岩山スキー場線 もいわ
- 真駒内駅・真駒内本町 - 藻岩山スキー場

冬期運行。2024 - 2025年シーズンは休止。
札幌ドームシャトルバス（休止中）
- 真駒内駅 - 札幌ドーム
- 平岸駅 - 札幌ドーム もいわ

真駒内セキスイハイムアイスアリーナシャトルバス もいわ
- 真駒内駅 - 真駒内セキスイハイムアイスアリーナ

真駒内セキスイハイムスタジアムシャトルバス もいわ
- 真駒内駅 - 真駒内セキスイハイムスタジアム

#### 主な休廃止路線

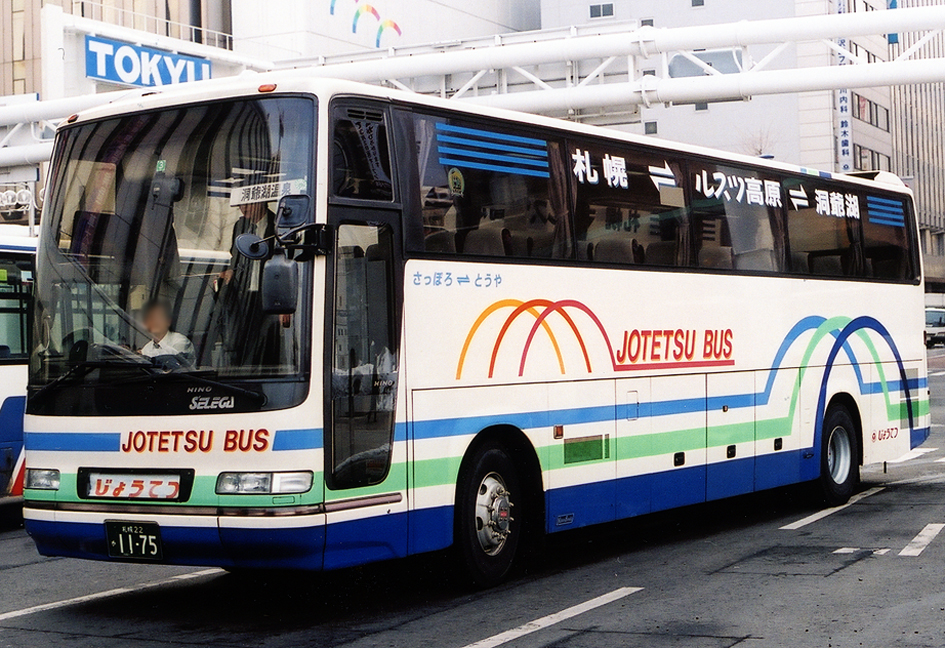
札幌洞爺湖線 日野・セレガGD（2001年）

運行中路線の一部系統廃止や統合については#路線バスの路線説明を参照。
- 定山渓 - 薄別
  - 札幌駅前 - 定山渓 - 洞爺湖温泉系統に統合。
- 定山渓 - 豊羽元山
  - （詳細不明）
- 札幌駅前 - 定山渓 - 洞爺湖温泉
  - 2004年12月1日廃止（道南バスに一本化）。
- 新千歳空港線 定山渓車庫前・定山渓大橋・定山渓湯の町・小金湯 - 南千歳駅・新千歳空港
  - 快適湯ったりライナーの愛称がある。2008年（平成20年）7月1日新設。2014年（平成26年）2月28日をもって運行から撤退。北都交通便の運行や定山渓地区での停留所提供は引き続き行う[62]。路線開設前より12 定山渓線と新千歳空港連絡バス真駒内系統の乗継割引乗車券を発売する。
- 藤野循環バス「ふじの〜る」
  - 藤野3条2丁目→藤野4条2丁目→藤野4条5丁目→藤野4条11丁目→簾舞団地→藤野3条11丁目→十五島公園→藤野2条6丁目→藤野2条8丁目→十五島公園→藤野3条4丁目（→藤野3条2丁目）
  - 2016年（平成28年）2月1日から試験運行として月曜・木曜に運行。藤野3条4丁目到着後は便により打ち切り、または循環運行継続で藤野3条2丁目以遠に向かう。藤野2条6丁目→藤野2条8丁目間はフリー乗降制[63][64]。
  - 2023年9月1日、利用者減少に伴い、デマンド交通「チョイソコふじの～る」へ運行形態を変更し廃止[57]。

札幌市営バスへ移譲した路線

1972年5月1日に札幌市交通局へ移譲した9路線は、その後の路線改編に伴い経路変更・部分廃止が行われ、路線自体は残っていたものもあったが、廃止された路線もあり、運行系統としてはほとんど残っていなかった。2000年4月1日ならびに2003年4月1日に札幌市交通局より譲受した路線はいずれも旧市営バスの運行系統であり、旧定鉄バスの運行系統が戻ってきたわけではない。
- 平岸本線 （一部は現在の北海道中央バス西岡環状線）
- 下西岡線
- 平岸東線
- 木の花線
- 中の島線
- 美園線
- 滝野線（現在の札幌ばんけい（ばんけいバス）駒岡線）
- 真駒内西線
- 苗穂線

### 運賃形態
2019年（令和元年）10月1日、消費税率改定に伴う改定。2024年（令和6年）12月1日、札幌市内特殊区間で改定。
- 対キロ区間初乗り：150円
- 札幌市内特殊区間：1区240円、2区270円

札幌市内では都心での渋滞解消や回遊性向上等を目的に、指定区間で現金支払いに限り運賃を100円とする「都心内100円バス」を行う。札幌市が主体の実証実験から各事業者主体となって本導入。2020年（令和2年）5月1日よりじょうてつの札幌駅 - すすきの間のみ継続、その他区間は通常運賃に戻された。

#### 乗継割引・共通乗車
札幌市交通局（札幌市営地下鉄）との連絡運輸（乗継割引）が設定されており、割引額は80円（一部100円）で、バス利用方向に関わらず札幌市内全区間で適用となる（臨時バスなど一部は適用外）。乗継指定駅・停留所は地下鉄駅名とバス停留所名が同一箇所のほか、さっぽろ駅（札幌駅、札幌駅北口）、大通駅（大通西1丁目、大通西3丁目、大通4丁目、南1条西3丁目、北1条西4丁目）、すすきの駅・豊水すすきの駅（すすきの）となる。2023年（令和5年）4月1日より乗継券（磁気切符）の発売を廃止し、ICカード乗車券利用時のみ割引適用となった。
2009年（平成21年）10月1日現在ではバス分が20円、地下鉄分が60円（一部80円）の内訳であったが、バス事業者は札幌市に対し利用者減少や燃料費高騰を理由にバス分の割引解消を申し入れた。検討の結果、利用者側の割引額はそのままで、バス分の割引を解消し全額地下鉄分とすることで継続している。地下鉄との乗継定期乗車券は札幌市交通局のみで発売するほか、地下鉄乗継・バス単独に関わらず札幌市交通局発売分の定期乗車券はジェイ・アール北海道バスおよび北海道中央バスとの共通乗車区間が旧・札幌市営バス路線の重複区間で設定される。

#### 乗車カード
詳細は各記事を参照。
- SAPICA - 2013年（平成25年）6月22日に使用開始したICカード乗車券。札幌市内の他事業者と共通利用[77]。交通系ICカード全国相互利用サービスは、対応カードを片利用で（リンク先、青枠内の各カードをSAPICAエリアで）使用可能。

以下の磁気カード乗車券は順次使用終了となった。
- じょうてつバスカード - 2015年（平成27年）6月30日発売終了、2016年（平成28年）3月31日をもって使用終了[78]。
- 共通ウィズユーカード - 札幌市内のみ。札幌市内の他事業者と共通利用。 2014年（平成26年）5月31日発売終了、2015年（平成27年）3月31日をもって使用終了[79]。

### 貸切バス
貸切バス車両は7台保有。事業は通常は札幌運輸支局管内での発着が認められているが、貸切バス事業者安全性評価認定制度による優良事業者に限定した営業区域の弾力的な運用の特例で、2025年（令和7年）4月1日現在北海道全域となっている。

### 車両
1972年（昭和47年）の経営改善以前はいすゞ、日野、三菱、民生デイゼルの4社から、その後の1970年代 - 1980年代は日野、日産ディーゼル（当時、現「UDトラックス」）、1990年代は日野・三菱製の2メーカーから導入してきたが、近年は再び4メーカーを並行して導入している。
前述の経営改善の際、札幌市交通局へ前・中扉のワンマン仕様路線車を大量に譲渡、経年のバス窓の前扉車と中扉のみのツーマン路線車を廃車した。それ以降は北海道内のバス事業者では珍しく、路線車に前後扉の車両のみを導入してきたが、1998年（平成10年）後期以降は前中扉に移行した。

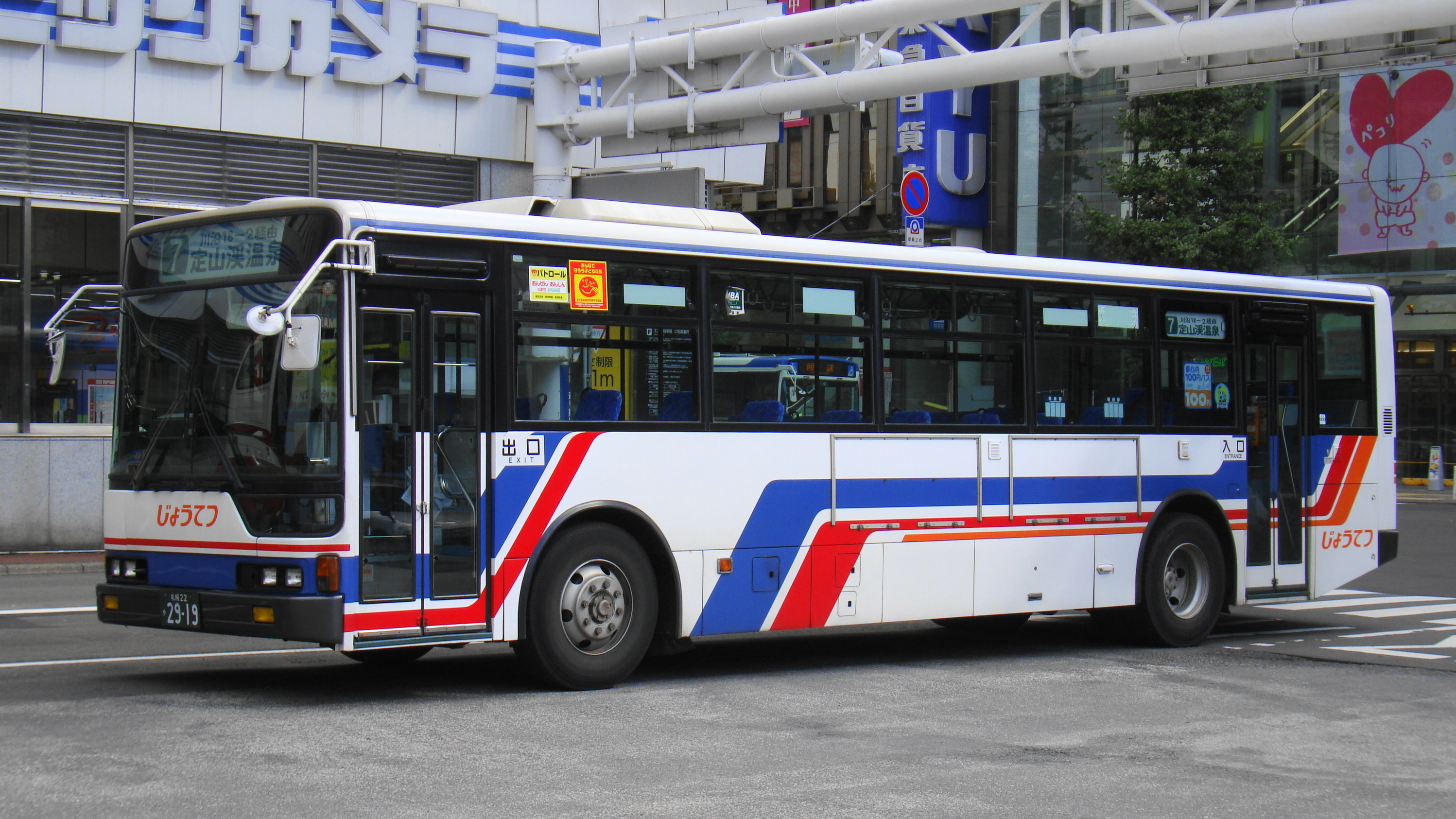
台数を減らしている前後扉車
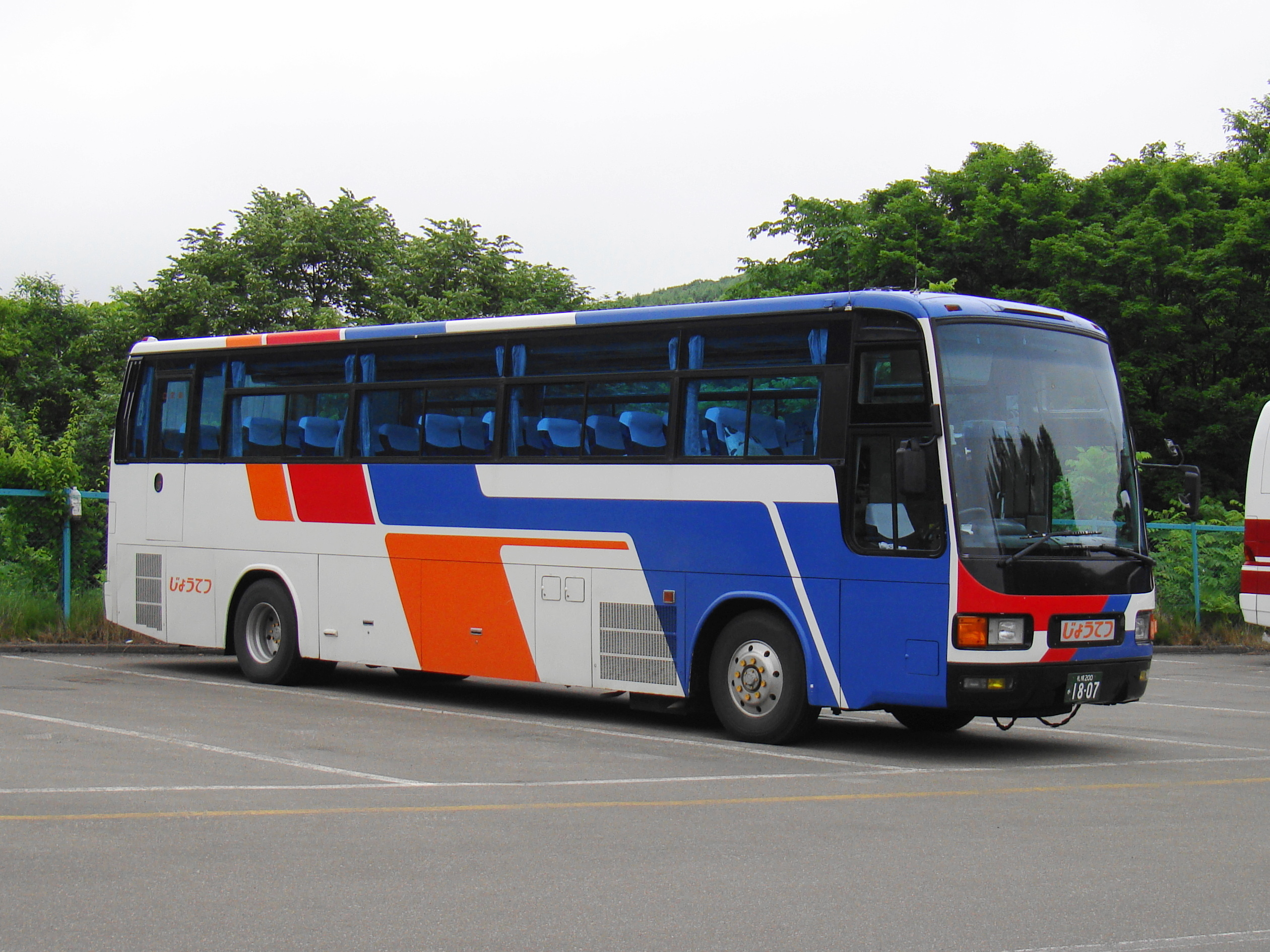
貸切バス
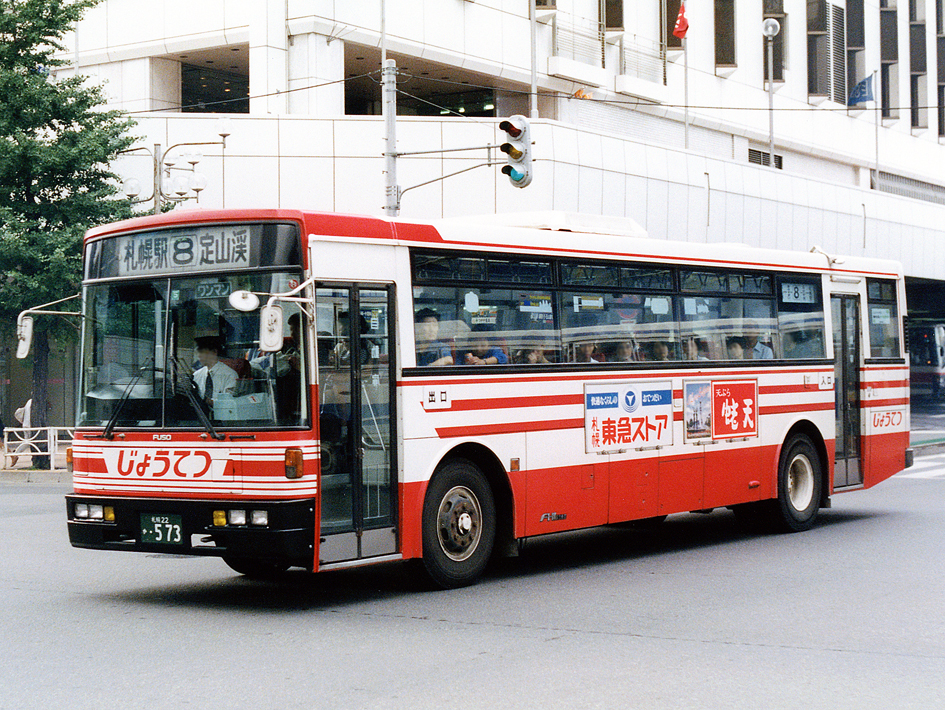
旧塗装車

2000年（平成12年）と2003年（平成15年）の札幌市営バスからの路線移譲に伴い、元札幌市営バスの車両を譲受した。市営バスからの譲渡車は既に1995年（平成7年）までと1998年（平成10年）と1999年（平成11年）の車両は全て廃車となり、以降の車両も新車や東急バスなど本州の事業者からの中古車との入替で順次廃車されている。

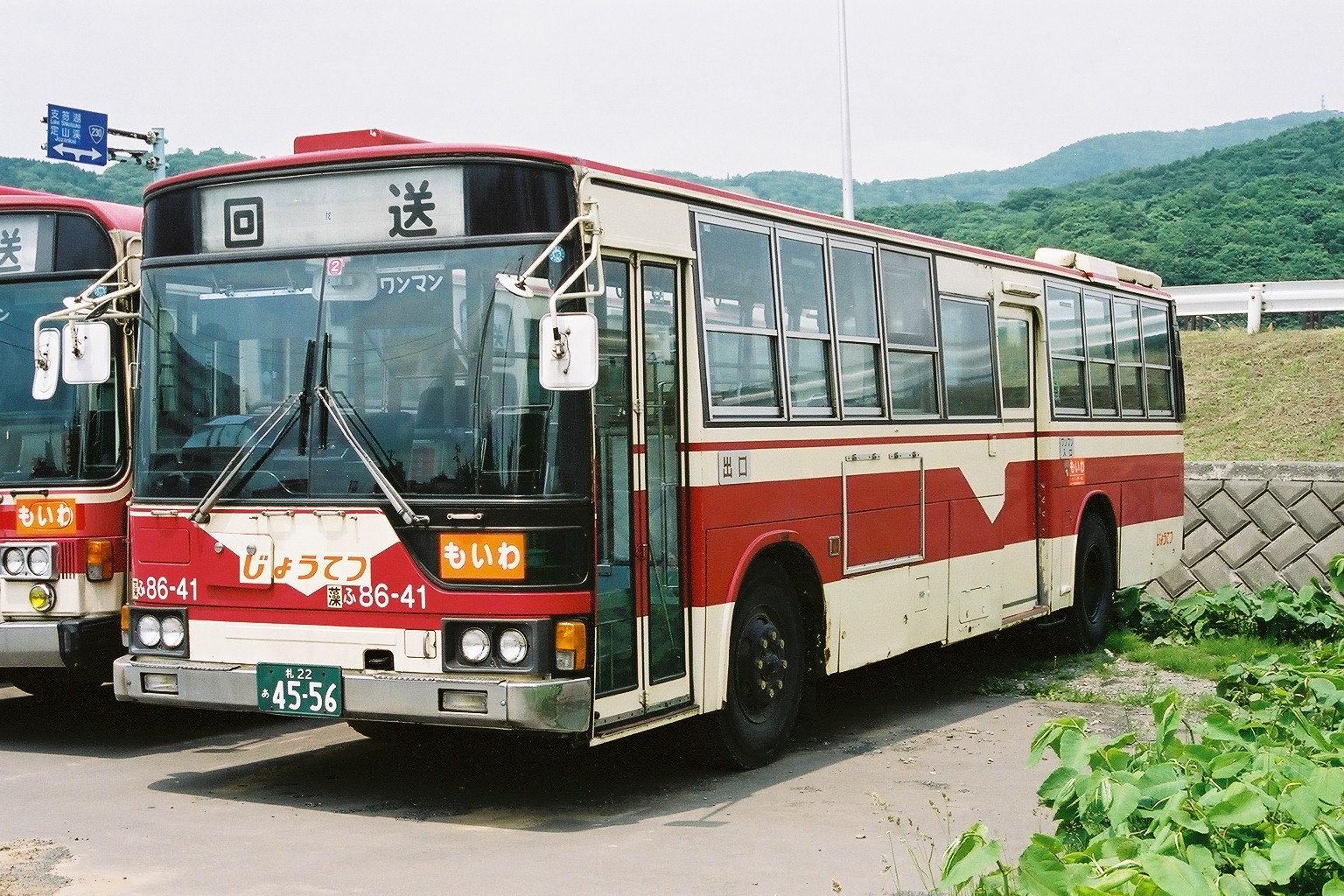
札幌市から譲渡された旧塗装車（ほぼ未使用のまま廃車）
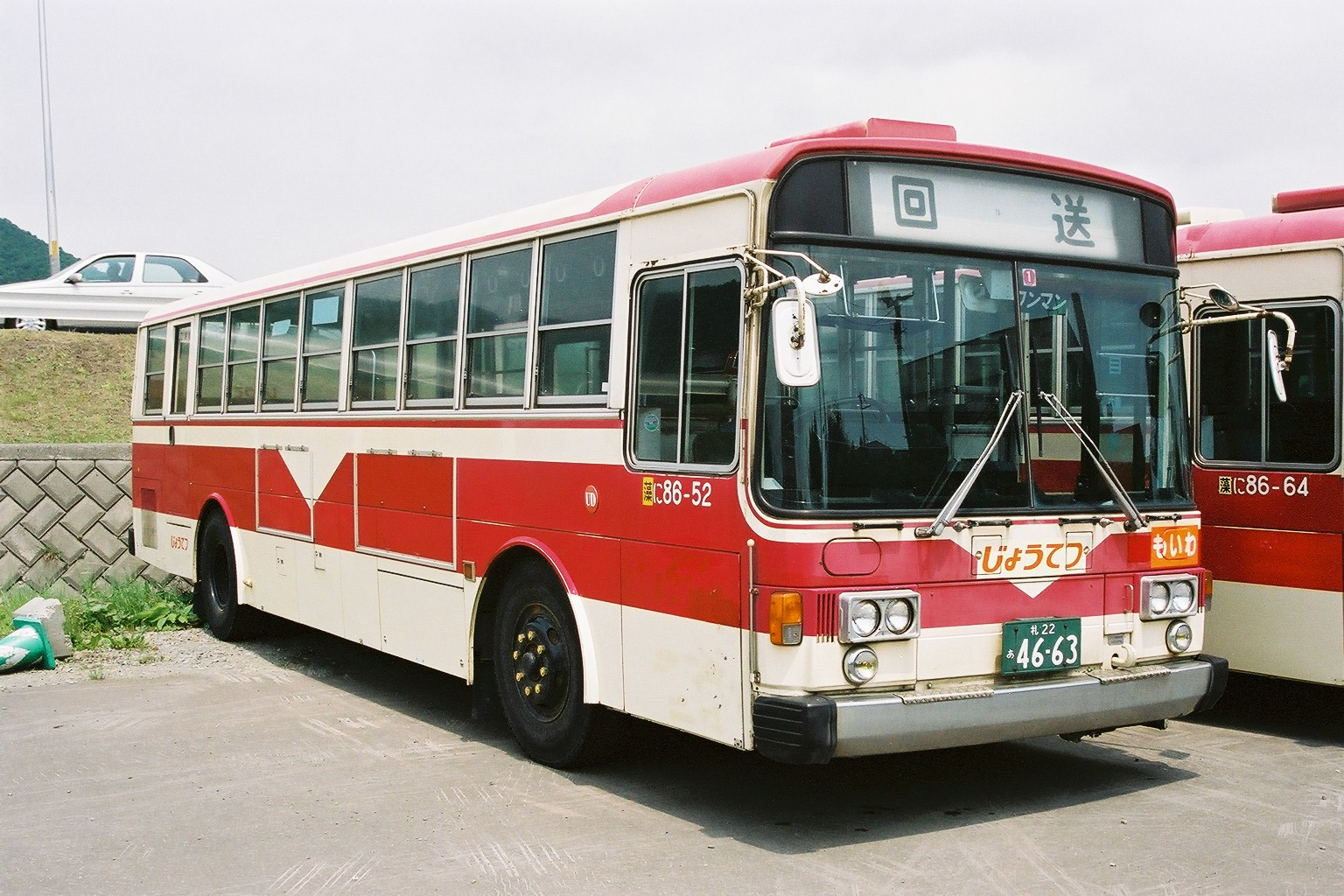
札幌市から譲渡された旧塗装車（ほぼ未使用のまま廃車）
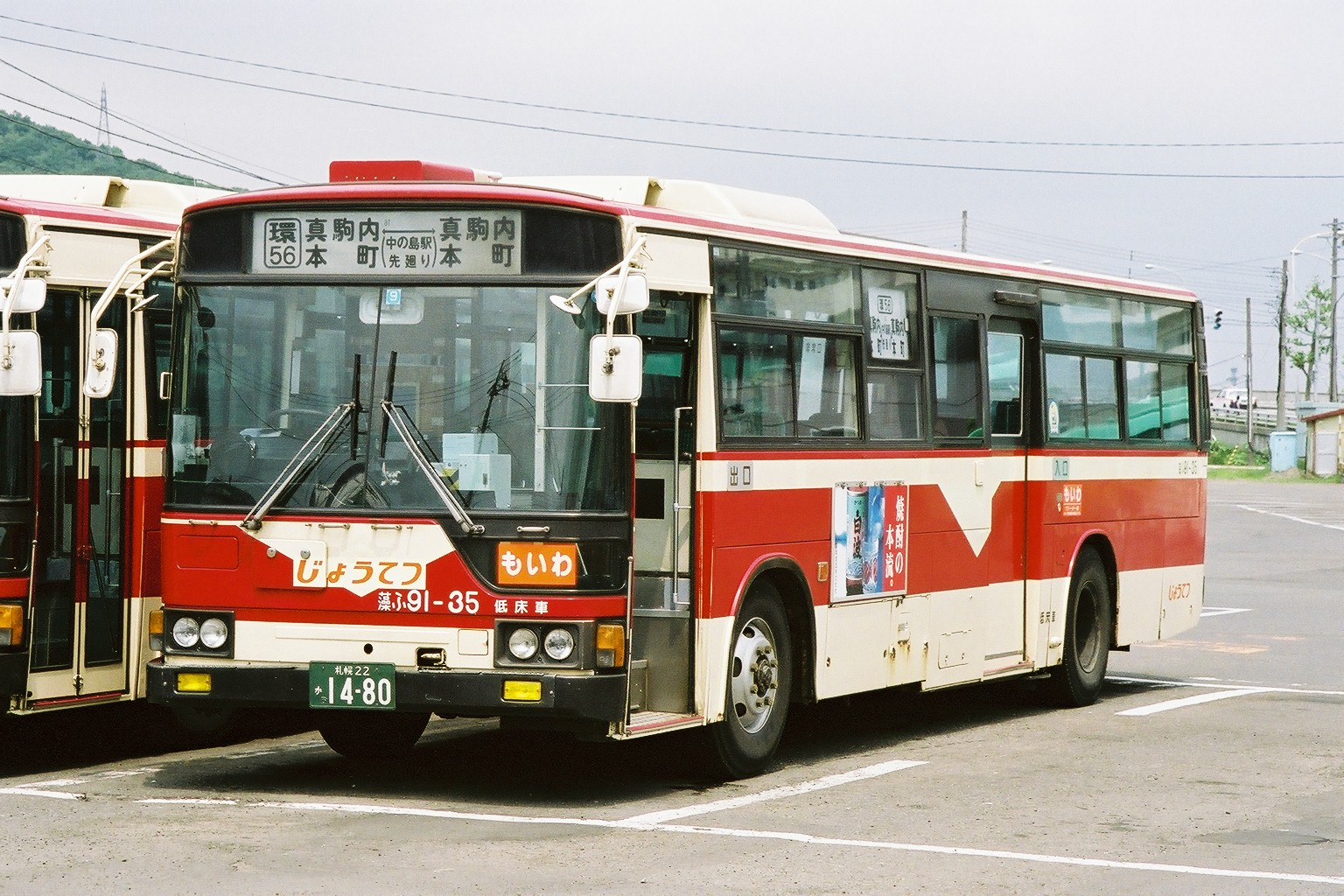
札幌市から譲渡された冷房旧塗装車とその移譲方向幕（その後マーキュリーカラー化される）
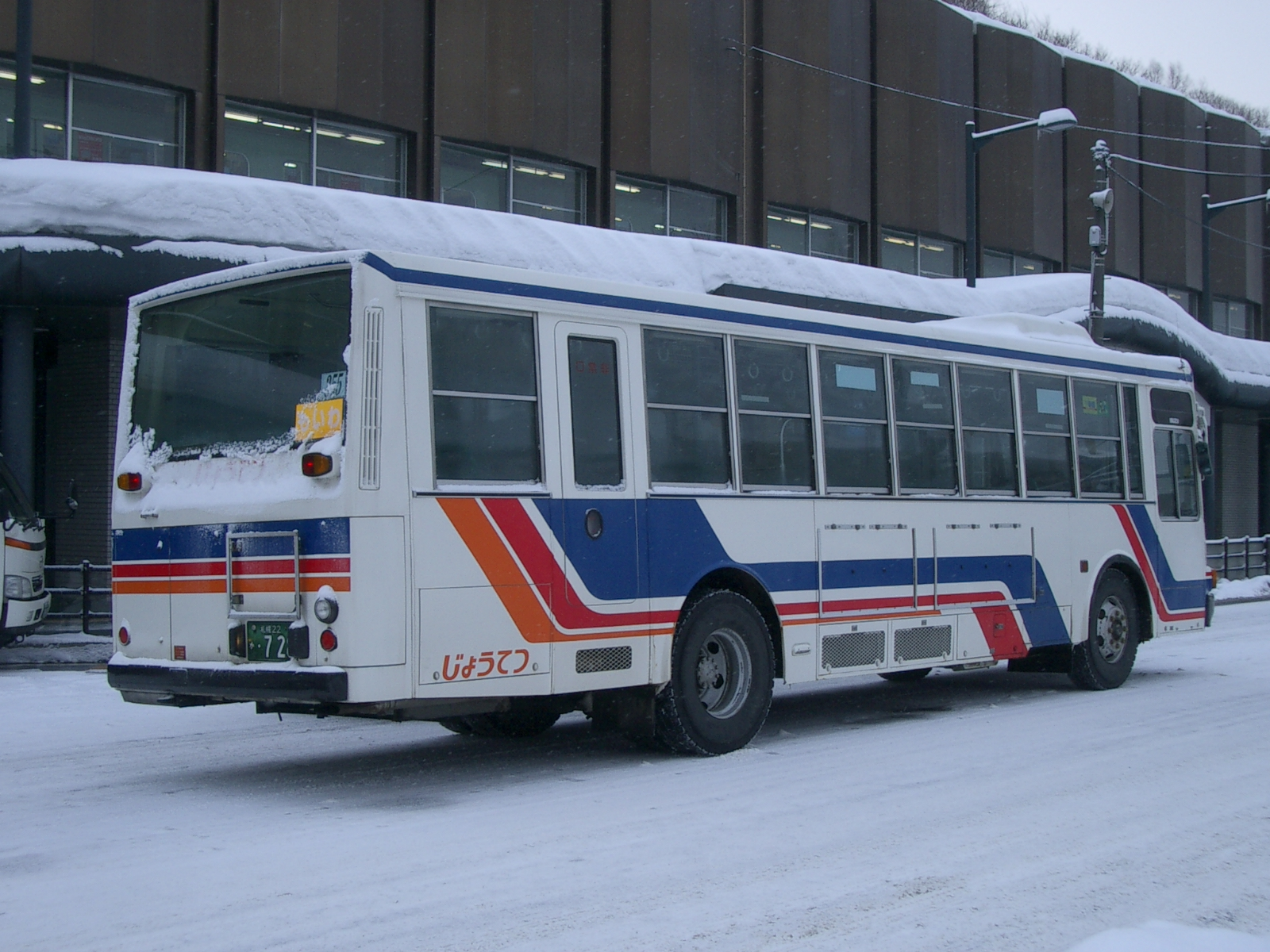
札幌市から譲渡された旧塗装車の変更後
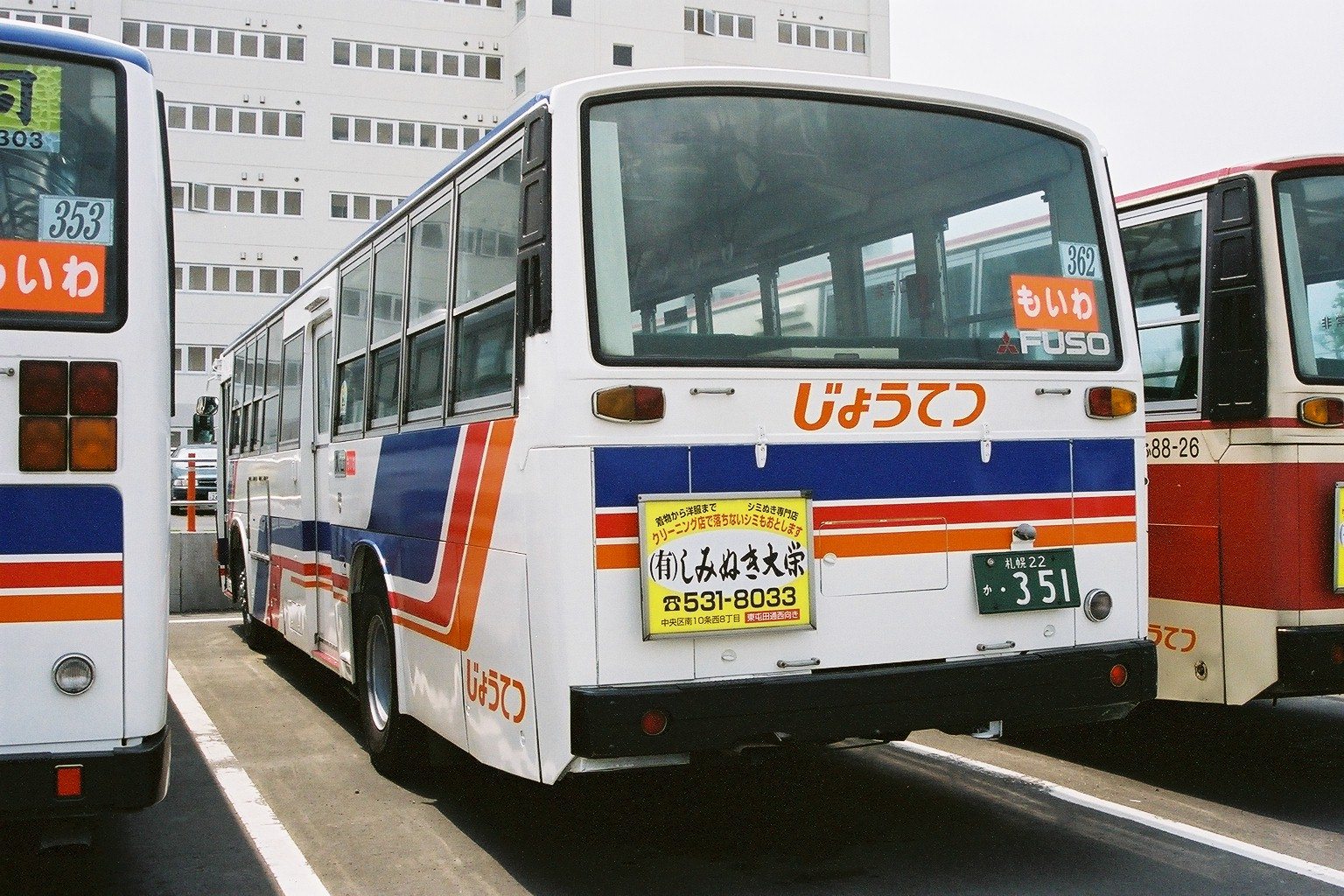
市移譲車両非冷房車で唯一マーキュリーカラー化された88年式エアロスター。非冷房車でマーキュリーカラー化されたのはオリジナル含めてこの一台のみ。
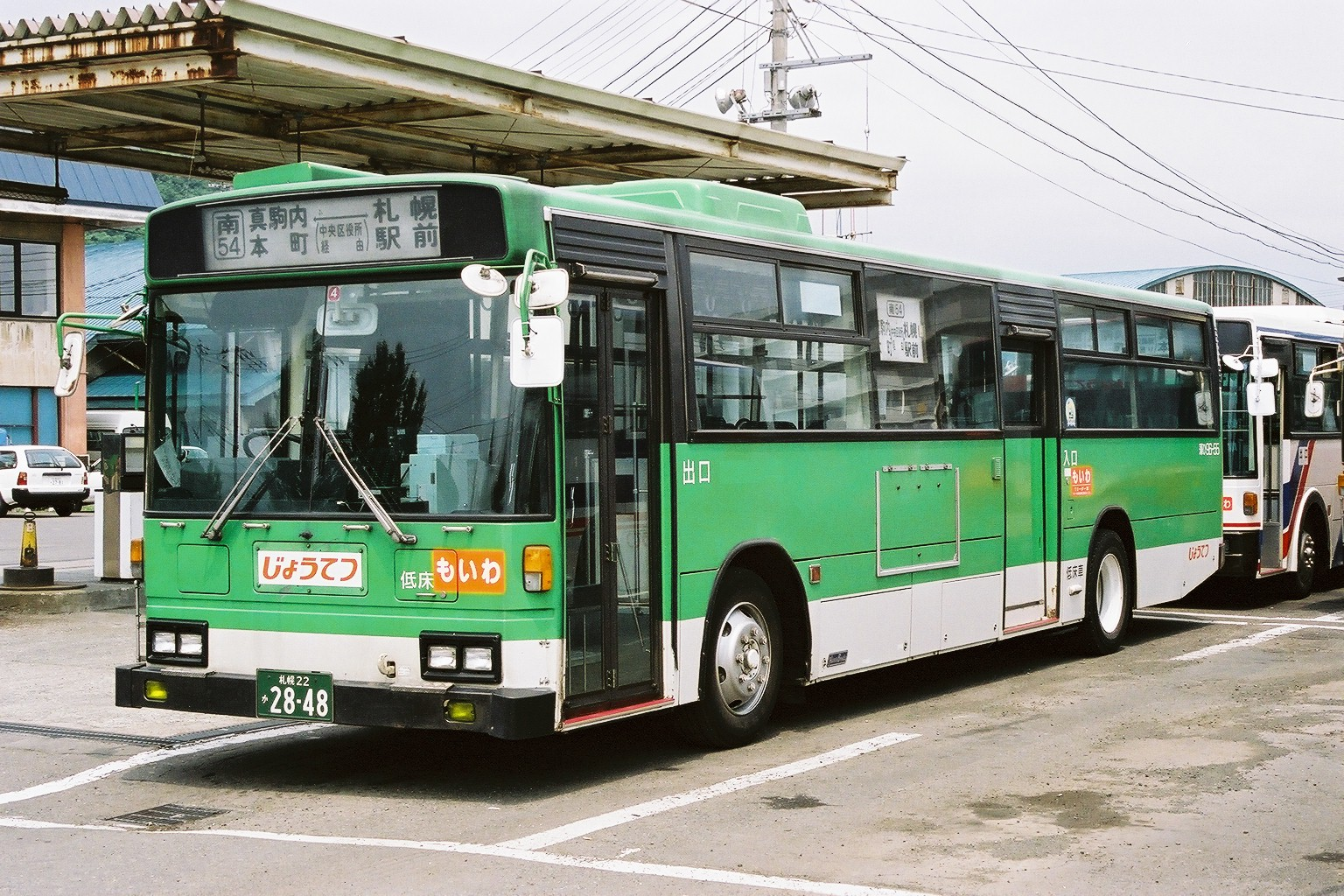
札幌市から譲渡されたST塗装車とその移譲方向幕
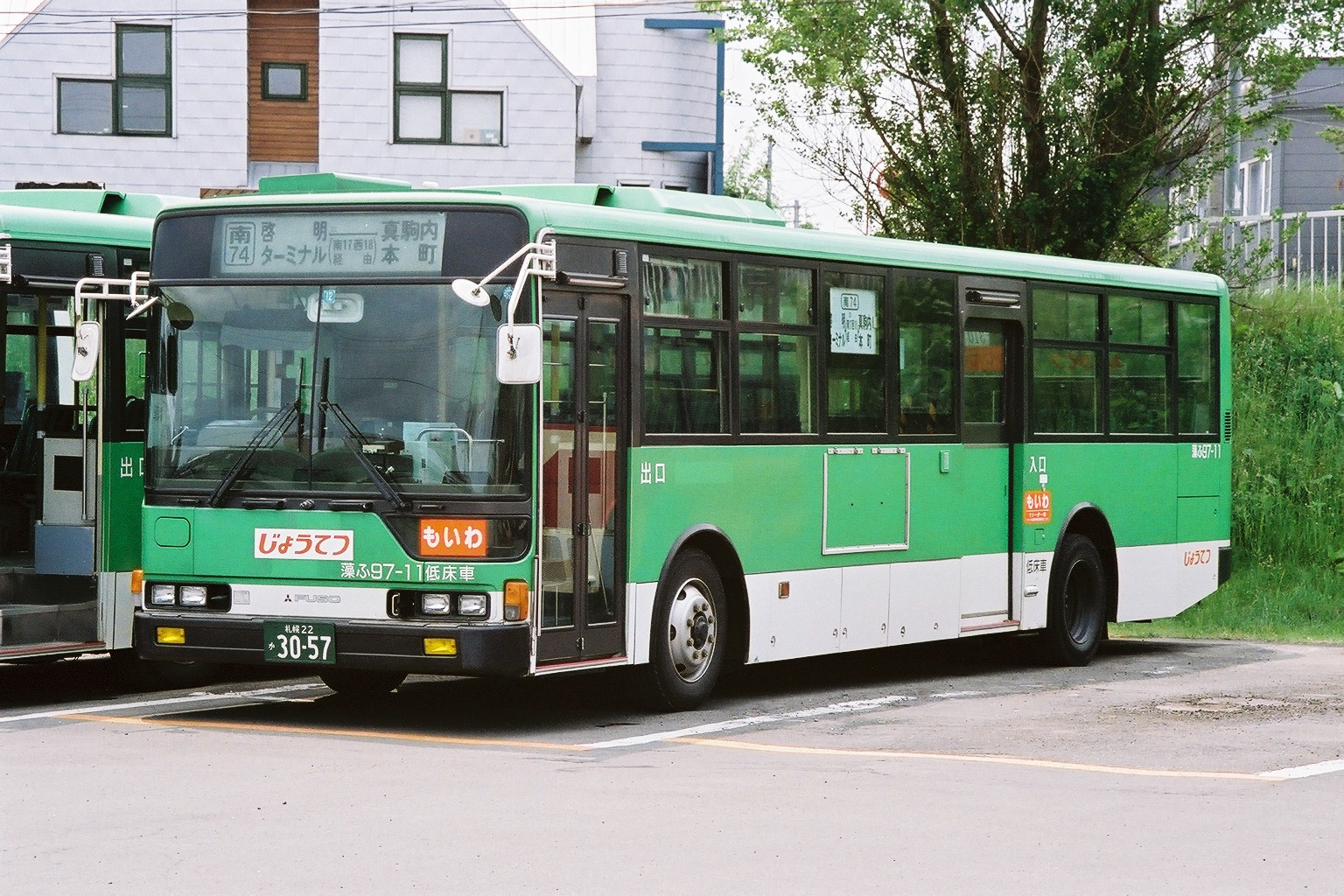
札幌市から譲渡されたST塗装車とその移譲方向幕
札幌市から譲渡されたST塗装車の局名抹消部分

## 不動産事業

### 主な分譲実績

#### 戸建分譲地[83]

##### 主な戸建分譲地実績
| 開発地区                                                                     | 所在地                   | 着手年   | 開発面積（㎡） | 開発面積（坪） | 総区画数 |
| ---------------------------------------------------------------------------- | ------------------------ | -------- | -------------- | -------------- | -------- |
| 藻南                                                                         | 南区川沿16条2丁目        | 昭和33年 | 33,800         | 10,225         | 102      |
| 川沿                                                                         | 南区川沿3条4丁目         | 昭和34年 | 127,900        | 38,690         | 275      |
| 十五島第1                                                                    | 南区藤野1条7丁目         | 昭和34年 | 16,300         | 4,931          | 49       |
| 澄川第1                                                                      | 南区澄川5条5丁目         | 昭和34年 | 22,100         | 6,685          | 106      |
| 藤野第1                                                                      | 南区藤野3条4丁目         | 昭和34年 | 83,200         | 25,168         | 148      |
| 十五島A・B・D                                                                | 南区藤野1条7丁目         | 昭和35年 | 28,800         | 8,712          | 83       |
| 藤野自衛隊                                                                   | 南区藤野5条10丁目        | 昭和35年 | 50,100         | 15,115         | 152      |
| 澄川第2B                                                                     | 南区澄川4条7丁目         | 昭和36年 | 10,500         | 3,176          | 34       |
| 十五島E                                                                      | 南区藤野1条6丁目         | 昭和36年 | 7,900          | 2,390          | 47       |
| 平岸第1                                                                      | 南区澄川2条3丁目         | 昭和36年 | 9,900          | 2,995          | 31       |
| 下白石                                                                       | 白石区平和通16丁目       | 昭和37年 | 17,600         | 5,324          | 55       |
| 藤野第2                                                                      | 南区藤野5条7丁目         | 昭和38年 | 44,800         | 13,552         | 171      |
| 平岸第2                                                                      | 南区澄川1条2丁目         | 昭和38年 | 29,500         | 8,924          | 103      |
| 平岸第3                                                                      | 豊平区平岸3条14丁目      | 昭和39年 | 36,400         | 11,011         | 154      |
| 平岸第4                                                                      | 豊平区平岸4条11丁目      | 昭和39年 | 18,100         | 5,475          | 67       |
| 平岸第5                                                                      | 豊平区平岸5条10丁目      | 昭和39年 | 16,000         | 4,840          | 53       |
| 西岡第1                                                                      | 豊平区西岡3条10丁目      | 昭和39年 | 79,300         | 23,988         | 279      |
| 西岡第2                                                                      | 豊平区西岡4条10丁目      | 昭和40年 | 160,000        | 48,400         | 353      |
| 星置                                                                         | 手稲区星置3条4丁目       | 昭和40年 | 114,400        | 34,606         | 293      |
| 真駒内第1                                                                    | 南区澄川6条11丁目        | 昭和40年 | 22,600         | 6,837          | 243      |
| 真駒内第2                                                                    | 南区澄川6条12丁目        | 昭和40年 | 122,100        | 36,935         | 286      |
| 宮の沢                                                                       | 西区宮の沢3条3丁目       | 昭和43年 | 27,300         | 8,258          | 71       |
| 旭台                                                                         | 旭川市神居町台場         | 昭和44年 | 135,000        | 40,989         | 330      |
| 真栄団地                                                                     | 清田区真栄5条3丁目       | 昭和45年 | 514,000        | 155,485        | 1,100    |
| グリーンタウン西岡                                                           | 豊平区西岡5条12丁目      | 昭和47年 | 134,200        | 40,596         | 316      |
| グリーンタウン屯田                                                           | 北区屯田5条12丁目        | 昭和48年 | 49,100         | 14,853         | 134      |
| 末広                                                                         | 旭川市末広               | 昭和48年 | 48,200         | 14,851         | 126      |
| 上野幌東急ニュータウン （東急電鉄・東急不動産・東急建設・東急観光との5社JV） | 厚別区厚別南4丁目        | 昭和48年 | 680,000        | 205,700        | 1,360    |
| 広島ニュータウン                                                             | 北広島市東共栄2丁目      | 昭和49年 | 279,100        | 84,428         | 723      |
| 北野グリーンタウン                                                           | 清田区北野3条5丁目       | 昭和50年 | 20,700         | 6,262          | 67       |
| 西岡ニュータウン                                                             | 豊平区西岡5条14丁目      | 昭和51年 | 22,400         | 6,776          | 75       |
| 十五島公園団地                                                               | 南区藤野1条7丁目         | 昭和52年 | 39,500         | 11,949         | 130      |
| 南の沢中央団地                                                               | 南区南の沢1条3丁目       | 昭和52年 | 20,038         | 6,061          | 72       |
| 東月寒団地                                                                   | 豊平区東月寒3条19丁目    | 昭和53年 | 17,300         | 5,233          | 61       |
| 里塚ニュータウン                                                             | 清田区里塚1条2丁目       | 昭和54年 | 90,200         | 27,286         | 291      |
| 大曲ニュータウン                                                             | 北広島市大曲南ヶ丘5丁目  | 昭和54年 | 75,300         | 22,778         | 216      |
| 岩見沢ニュータウン                                                           | 岩見沢市上幌向北1条3丁目 | 昭和54年 | 75,700         | 22,899         | 195      |
| 茨戸ニュータウン                                                             | 北区西茨戸6条1丁目       | 昭和55年 | 32,926         | 9,960          | 95       |
| 栄町ニュータウン                                                             | 東区北34条東21丁目       | 昭和59年 | 7,610          | 2,302          | 39       |
| 藤が丘ニュータウン第2                                                        | 南区藤野3条4丁目         | 昭和59年 | 29,311         | 8,867          | 92       |
| のぞみ野ニュータウン                                                         | 北広島市大曲末広2丁目    | 昭和59年 | 217,718        | 65,859         | 555      |
| 藤野Ⅱニュータウン                                                            | 南区藤野1条9丁目         | 昭和60年 | 22,316         | 6,751          | 67       |
| 稲穂ニュータウン                                                             | 手稲区稲穂3条7丁目       | 昭和60年 | 13,241         | 4,005          | 43       |
| 藤が丘パークタウン                                                           | 南区藤野4条5丁目         | 昭和62年 | 43,775         | 13,242         | 74       |
| 屯田ニュータウン                                                             | 北区屯田7条9丁目         | 昭和63年 | 7,747          | 2,343          | 35       |
| 篠路ニュータウン                                                             | 北区篠路7条2丁目         | 昭和63年 | 6,190          | 1,872          | 26       |
| のぞみのパークタウン羊ヶ丘通                                                 | 清田区美しが丘1条7丁目   | 昭和63年 | 54,093         | 16,363         | 73       |
| 桂台ニュータウン                                                             | 清田区里塚1条2丁目       | 平成1年  | 5,986          | 1,811          | 29       |
| アメイノン大曲                                                               | 北広島市大曲中央3丁目    | 平成3年  | 12,579         | 3,805          | 34       |
| アメイノン羊が丘                                                             | 清田区真栄5条5丁目       | 平成3年  | 8,495          | 2,569          | 39       |
| アメイノン北野                                                               | 清田区北野3条3丁目       | 平成4年  | 8,302          | 2,511          | 33       |
| じょうてつあゆみ野                                                           | 北区あいの里4条2丁目     | 平成5年  | 23,729         | 7,178          | 72       |
| カレッジタウンあいの里                                                       | 北区あいの里4条2丁目     | 平成6年  | 35,903         | 10,860         | 108      |
| 清田ヒルタウン                                                               | 清田区清田8条1丁目       | 平成6年  | 15,800         | 4,779          | 46       |
| ひかりの街                                                                   | 北広島市大曲光1丁目      | 平成7年  | 82,119         | 24,841         | 239      |
| メイプルタウン美咲き野                                                       | 北広島市美咲き野1丁目    | 平成10年 | 225,693        | 68,272         | 462      |

#### 分譲マンション

##### 『ドエルシリーズ』
| 物件名                                                       | 所在地                 | 竣工年月                  | 戸数 |
| ------------------------------------------------------------ | ---------------------- | ------------------------- | ---- |
| じょうてつドエル                                             | 豊平区豊平8条10丁目    | 昭和50年3月               | 54   |
| じょうてつ真駒内南町ドエル                                   | 南区真駒内南町4丁目    | 昭和56年1月               | 51   |
| じょうてつドエル月寒東                                       | 豊平区月寒東4条8丁目   | 昭和57年1月               | 44   |
| じょうてつドエル新札幌                                       | 厚別区厚別中央3条4丁目 | 昭和58年2月               | 48   |
| じょうてつドエル星置                                         | 手稲区稲穂2条7丁目     | 平成6年12月               | 75   |
| じょうてつドエル澄川                                         | 南区澄川4条6丁目       | 平成7年12月               | 25   |
| 東急ドエル フロントシティ琴似A・B・C・D （東急不動産とのJV） | 西区琴似3条1丁目       | 平成9年7月 〜平成10年10月 | 328  |

##### 『アイムシリーズ』
| 物件名                                                                    | 所在地                | 竣工年月                | 戸数 |
| ------------------------------------------------------------------------- | --------------------- | ----------------------- | ---- |
| じょうてつドエル・アイム南郷                                              | 白石区本通12丁目      | 平成11年12月            | 25   |
| じょうてつドエル・アイム学園前 ルピナスコート・メイプルコート             | 豊平区豊平7条8丁目    | 平成13年2月・6月        | 111  |
| じょうてつドエル・アイム知事公館                                          | 中央区北2条西14丁目   | 平成14年10月            | 28   |
| じょうてつドエル・アイム南郷通 壱番館・弐番館                             | 白石区南郷通5丁目北   | 平成14年10月            | 39   |
| じょうてつドエル・アイム元町                                              | 東区北25条東13丁目    | 平成14年11月            | 20   |
| じょうてつドエル・アイム北19条                                            | 東区北19条東1丁目     | 平成15年11月            | 30   |
| じょうてつドエル・アイム伏見                                              | 中央区南18条西16丁目  | 平成16年2月             | 28   |
| じょうてつドエル・アイム東札幌 スカイコートB                              | 白石区東札幌2条1丁目  | 平成16年2月             | 40   |
| じょうてつドエル・アイム山鼻                                              | 中央区南17条西12丁目  | 平成16年3月             | 20   |
| じょうてつドエル・アイム東札幌 スカイコートA                              | 白石区東札幌2条1丁目  | 平成17年2月             | 44   |
| じょうてつドエル・アイム桑園                                              | 中央区北9条西18丁目   | 平成17年2月             | 20   |
| じょうてつドエル・アイム伏見神社                                          | 中央区南15条西19丁目  | 平成17年3月             | 41   |
| じょうてつドエル・アイム豊平公園 Aステージ・Bステージ                     | 豊平区豊平6条10丁目   | 平成17年3月・4月        | 53   |
| じょうてつドエル・アイム北33条                                            | 北区北33条西6丁目     | 平成17年11月            | 52   |
| じょうてつドエル・アイム東札幌 スカイコートC                              | 白石区東札幌2条1丁目  | 平成18年3月             | 68   |
| じょうてつドエル・アイム学園の杜                                          | 豊平区豊平6条6丁目    | 平成18年4月             | 21   |
| じょうてつドエル・アイム山鼻南                                            | 中央区南20条西13丁目  | 平成18年12月            | 30   |
| じょうてつドエル・アイム中央図書館                                        | 中央区南21条西13丁目  | 平成18年12月            | 28   |
| じょうてつドエル・アイム二十四軒                                          | 西区二十四軒2条6丁目  | 平成19年2月             | 48   |
| じょうてつドエル・アイム豊平 Aステージ                                    | 豊平区豊平4条9丁目    | 平成19年3月             | 56   |
| じょうてつドエル・アイム平岸                                              | 豊平区平岸3条4丁目    | 平成19年8月             | 46   |
| じょうてつドエル・アイム豊平 Bステージ                                    | 豊平区豊平4条9丁目    | 平成20年2月             | 56   |
| じょうてつアイム月寒 Aステージ                                            | 豊平区月寒西3条10丁目 | 平成20年3月             | 141  |
| じょうてつアイム東札幌 スカイコートD                                      | 白石区東札幌1条1丁目  | 平成21年2月             | 78   |
| じょうてつアイム平岸通り                                                  | 豊平区平岸2条4丁目    | 平成21年2月             | 48   |
| じょうてつアイム桑園パークサイト                                          | 中央区北7条西13丁目   | 平成23年2月             | 29   |
| じょうてつアイム北5条                                                     | 中央区北5条西21丁目   | 平成23年2月             | 27   |
| じょうてつアイム北29条                                                    | 北区北29条西4丁目     | 平成23年3月             | 43   |
| じょうてつアイム月寒 Bステージ                                            | 豊平区月寒西3条10丁目 | 平成24年2月             | 49   |
| じょうてつアイム知事公館北2条                                             | 中央区北2条西13丁目   | 平成24年2月             | 39   |
| じょうてつアイム札幌ステーションサイト                                    | 北区北12条西2丁目     | 平成24年2月             | 49   |
| じょうてつアイム東札幌 スカイアベニュー                                   | 白石区菊水7条4丁目    | 平成24年11月            | 29   |
| じょうてつアイム月寒 Cステージ                                            | 豊平区月寒西3条10丁目 | 平成24年12月            | 44   |
| じょうてつアイム大通公園                                                  | 中央区南2条西13丁目   | 平成25年3月             | 42   |
| じょうてつアイム琴似                                                      | 西区琴似1条7丁目      | 平成25年9月             | 44   |
| じょうてつアイム旭山公園通                                                | 中央区南8条西14丁目   | 平成25年11月            | 36   |
| じょうてつアイム札幌北2条ネオシティ                                       | 中央区北2条東8丁目    | 平成26年4月             | 44   |
| じょうてつアイム札幌大通公園                                              | 中央区南2条西9丁目    | 平成27年3月             | 28   |
| じょうてつアイム札幌山鼻 WEST・EAST                                       | 中央区南11条西14丁目  | 平成28年2月             | 50   |
| ブランズタワーアイム札幌大通公園 （東急不動産とのJV）                     | 中央区北1条西10丁目   | 平成29年2月             | 96   |
| じょうてつアイム札幌山鼻パークサイト                                      | 中央区南20条西12丁目  | 平成29年2月             | 24   |
| じょうてつアイム山鼻市電通リベルテ                                        | 中央区南22条西7丁目   | 平成31年1月             | 27   |
| じょうてつアイム山鼻市電通フィエルテ                                      | 中央区南22条西7丁目   | 令和1年8月              | 28   |
| じょうてつアイム二十四軒アヴァンス                                        | 西区二十四軒2条3丁目  | 令和4年2月              | 43   |
| ブランズタワー札幌大通公園 （東急不動産・京阪電鉄不動産とのJV）           | 中央区南2条西10丁目   | 令和5年1月              | 179  |
| ファインシティアイム札幌琴似駅前 （京阪電鉄不動産とのJV）                 | 西区琴似1条1丁目      | 令和5年3月              | 65   |
| ファインシティアイム札幌二十四軒 スクエア・クロス（京阪電鉄不動産とのJV） | 西区二十四軒2条2丁目  | 令和5年3月 ・令和6年3月 | 137  |

## グループ会社
- 北海道東急ビルマネジメント - 2010年（平成22年）10月1日に「じょうてつサービス」より商号変更。一般貸切旅客事業者運送事業の許可を受けていたが2015年（平成27年）3月に撤退。2007年（平成19年）4月1日より石狩市浜益区（旧浜益村内）のスクールバス運行など、企業等と自動車運行管理の契約による輸送を行う。
- じょうてつケアサービス - 認知症対応型共同生活介護、小規模多機能型居宅介護、地域密着型通所介護、居宅介護支援事業所、サービス付き高齢者向け住宅。

### 過去のグループ会社
- 定鉄観光 - 2000年（平成12年）11月1日に株式を第一交通産業（福岡県北九州市）へ譲渡[84][18]。
- 北海道東急貨物倉庫 - 倉庫業は終了、トラック事業はじょうてつへ譲渡し2001年（平成13年）3月26日の臨時株主総会で解散を決議[24]。
- じょうてつ建設 - 建設業は終了、不動産賃貸業はじょうてつへ譲渡し2002年（平成14年）6月28日の臨時株主総会で解散を決議[26]。
- あつまバス - 2005年（平成17年）5月に株式をグループ外へ譲渡[19]。
- 札幌東急ストア - 2005年（平成17年）11月に株式を東京急行電鉄へ譲渡[85]。詳細は東光ストアを参照。
- 定鉄興業 - 保険代理店業を東急保険コンサルティングへ譲渡し2007年（平成19年）9月28日の臨時株主総会で解散を決議[22]。
- 宗谷バス - 2009年（平成21年）10月1日に株式をジェイ・ウィル・パートナーズ（関連項目／ジェイ・コーチ）が管理する合同会社へ譲渡[86]。
- ニッポンレンタカー北海道 - フランチャイズ制廃止に伴い、2017年（平成29年）12月20日付で保有全株をニッポンレンタカーサービス (NRS)へ譲渡。NRSの完全子会社（直営化）となった[87][88]。
- 北紋バス
- 札幌東急リフォーム - リフォーム部門等を分離し設立[29]。2023年4月1日付で株式会社じょうてつを存続会社とする吸収合併方式で解散した。